# Liste deutscher Bezeichnungen russischer Orte
In der Liste deutscher Bezeichnungen russischer Orte werden russischen Orten (Städte, Flüsse, Inseln etc.) deren (ehemalige) deutsche Bezeichnungen gegenübergestellt, die sie aus deutschsprachiger Sicht heute noch tragen oder zu Zeiten trugen, als die betreffenden Gebiete zu einem Rechtsvorgänger der Bundesrepublik Deutschland bzw. der Republik Österreich gehörten.
Historische Bezeichnungen, die im allgemeinen Gebrauch nicht mehr üblich sind (wohl aber im historischen), werden betont dargestellt.

## Nördliches Ostpreußen/Oblast Kaliningrad
Die alten deutschen Bezeichnungen werden im nördlichen Ostpreußen manchmal auch von den jetzigen russischen Einwohnern im privaten Gebrauch als Name für Geschäfte, Museen, Restaurants, Theater, Webseiten oder als eine Art Spitzname für die Städte (beispielsweise „Kenig“ für das ehemalige Königsberg) verwendet.
Die hier aufgeführten deutschen Namen sind jedoch keine Exonyme im eigentlichen Sinne, sondern Historizismen. Beispielsweise entspricht dem deutschen Namen Königsberg auf Russisch nicht Калининград (Kaliningrad), sondern Кёнигсберг (Kjonigsberg). Der Unterschied ist also kein geographischer (innerhalb vs. außerhalb Russlands verwendet) oder ethnischer (von Russen vs. von Deutschen verwendet), sondern ein zeitlicher (vor vs. nach ca. 1945). Königsberg etwa wurde 1946 durch einen formalen Akt umbenannt, wobei -burg mit -grad übersetzt, aber der bourgeoise König durch den Kommunisten Kalinin ersetzt wurde. Dieser Fall ist also völlig parallel zur Umbenennung z. B. von Chemnitz in Karl-Marx-Stadt, von Nieuw Amsterdam in New York usw. In einem Text, der sich auf die Zeit nach 1946 bezieht, ist also auch auf Deutsch Kaliningrad zu verwenden, ebenso wie die Stadt in einem russischen Text, in dem es um die Zeit vor 1946 geht, Кёнигсберг (Kjonigsberg) steht (so etwa beim Geburtsort Immanuel Kants). Entsprechendes gilt auch für die anderen hier aufgeführten (kursiv geschriebenen) ehemaligen deutschen Ortsnamen – auch wenn es sinnvoll sein kann, sie zur Orientierung zusätzlich zum transkribierten russischen Namen mit anzugeben, wenn sie in Deutschland noch bekannt sind (z. B. bei Insterburg, Tilsit oder Trakehnen).
Hinweis: Anders als z. B. in Polen hat man in der Oblast Kaliningrad die deutschen Ortsnamen nicht immer im Einzelnen durch russische Bezeichnungen ersetzt, sondern hat auch mehrere Orte unter einer Bezeichnung zusammengefasst. So kann es sein, dass mehrere Ortschaften denselben Namen tragen.

### A
- - Abbarten: Пруды Prudy
  - Abelischken: Белкино Belkino
  - Abellienen: Белинское Belinskoje
  - Abschermeningken, Kreis Gumbinnen: Речкалово Retschkalowo
  - Abscherningken: Красноармейское Krasnoarmeiskoje (nicht mehr existent)
  - Abschruten, Kreis Labiau: Краснохолмское Krasnocholmskoje
  - Abschruten, Kreis Ragnit: Забродино Sabrodino
  - Abschwangen: Тишино Tischino
  - Ackerau: Армейское Armeiskoje
  - Ackerbach: Тушино Tuschino
  - Ackermühle (1938–1946): Нагорное Nagornoje (nicht mehr existent)
  - Ackmenischken, Ksp. Aulowönen: Ударное Udarnoje
  - Adamischken: Антоновка Antonowka
  - Adamsheide, Kreis Darkehmen (Angerapp): Абелино Abelino
  - Adelshof: Чистополье Tschistopolje
  - Adlerswalde (1938–1946): Саратовское Saratowskoje
  - Adlig Bärwalde: Ивановка Iwanowka
  - Adlig Gallgarben: Опушки Opuschki
  - Adlig Gedau: Донское Donskoje
  - Adlig Groß Brittanien: Щегловка Schtscheglowka
  - Adlig Legitten: Тургенево Turgenewo
  - Adlig Linkuhnen: Ржевское Rschewskoje
  - Adlig Neuendorf: Ржевское Rschewskoje
  - Adlig Pillkallen: Мошенское Moschenskoje
  - Adlig Pinnau: Зеленово Selenowo
  - Adlig Pohren: Раздольное Rasdolnoje
  - Adlig Popelken Холмы Cholmy
  - Adlig Powayen: Черепаново Tscherepanowo
  - Agilla: Красное Krasnoje
  - Agnesenhof: Курортное Kurortnoje
  - Agonken: Кочубеево Kotschubejewo
  - Albehnen: Горки Gorki
  - Albrechtau: Алёшкино Aljoschkino
  - Alexen, Kreis Labiau: Александровка Alexandrowka
  - Alexen, Kreis Tilsit-Ragnit: (nicht mehr existent)
  - Alexwangen: Аральское Aralskoje
  - Alle (Fluss): Лава (Lawa)
  - Allenau: Поречье Poretschje
  - Allenburg: Дружба Druschba
  - Almenhausen, Kreis Insterburg: Уральское Uralskoje (nicht mehr existent)
  - Almenhausen, Kreis Preußisch Eylau: Каштаново Kaschtanowo
  - Alsnienen: Свободное Swobodnoje
  - Alt Budupönen: Калиново Kalinowo
  - Altdingelau (1938–1946): Задорожное Sadoroschnoje
  - Altenberg: Дорожное Doroschnoje
  - Altendorf: Вишнёвое Wischnjowoje
  - Altenkirch (1938–1946): Маломожайское Malomoschaiskoje
  - Altentrift: Боровичи Borowitschi
  - Alt Gertlauken: Новая Деревня Nowaja Derewnja
  - Alt Heidendorf: Разино Rasino
  - Althof, Kreis Friedland/Bartenstein: Песочное Pessotschnoje
  - Althof, Kreis Gerdauen: Гоголевское Gogolewskoje
  - Althof, Kreis Preußisch Eylau: Орехово Orechowo
  - Althof-Ragnit: Мичуринский Mitschurinski
  - Alt Ilischken: Дивное Diwnoje
  - Alt Kainen: Вороново Woronowo
  - Alt Kattenau: Фурмановка Furmanowka
  - Altkrug: Первомайское Perwomaiskoje
  - Alt Lappienen: Большие Бережки Bolschije Bereschki
  - Alt Lappönen: Дачное Datschnoje
  - Altlinde (1938–1946): Крушинино Kruschinino
  - Altlugau (1938–1946): Ивановка Iwanowka
  - Altpreußenfelde (1938–1946): Калиново Kalinowo
  - Alt Ragaischen: Нагорное Nagornoje
  - Altsiedel (1938–1946): Кочубеево Kotschubejewo
  - Altsnappen (1938–1946): Высокое Wyssokoje
  - Alt Sussemilken: Тарасовка Tarassowka (nicht mehr existent)
  - Alt Thalau: Междулесье Meschdulessje
  - Alt Wehlau: Прудное Prudnoje
  - Altweiler (1938–1946): Степное Stepnoje
  - Alt Weynothen: Октябрьское Oktjabrskoje
  - Alxnupönen: Высокое Wyssokoje
  - Amtshagen (1938–1946): Дальнее Dalneje (nicht mehr existent)
  - Amwalde (1928–1946): Сенцово Senzowo
  - Angarben, Kreis Friedland/Bartenstein: kein russischer Name bekannt
  - Angerapp (Fluss): Анграпа Angrapa
  - Angerapp (Ort) (1938–1946) (Darkehmen bis 1938): Озёрск Osjorsk
  - Angereck (1938–1946): Синявино Sinjawino
  - Angerhöh (1938–1946): Жучково Schutschkowo
  - Angerwiese (1938–1946): Красное Село Krasnoje Selo
  - Annaberg: Кузнецово Kusnezowo
  - Annenhof, Kreis Labiau: Рыбкино Rybkino
  - Argelothen: Приозёрье Priosjorje
  - Argenau (1938–1946): Фадеево Fadejewo
  - Argendorf: Приозёрье Priosjorje
  - Argenflur (1938–1946): Становое Stanowoje
  - Argenhof (1938–1946): Артёмовка Artjomowka
  - Argeningken-Graudszen (Argeningken-Graudschen): Артёмовка Artjomowka
  - Arnau: früher: Марьино Marjino, jetzt: Родники Rodniki
  - Arnsberg: Победа Pobeda
  - Arweiden: Линейное Lineinoje
  - Astrau (1938–1946): Красное Krasnoje
  - Astrawischken, Kreis Darkehmen: Серово Serowo (nicht mehr existent)
  - Astrawischken, Kreis Gerdauen: Красное Krasnoje
  - Auenhof (1938–1946): Поддубы Podduby
  - Auerbach (1938–1946): Окунёво Okunjowo
  - Auerfließ (1938–1946): Шепетовка Schepetowka
  - Auerfluß: Междуречье Meschduretschje
  - Auersfeld (1938–1946): Камаричи Kamaritschi
  - Auerswalde: Краснодонское Krasnodonskoje
  - Auertal (1938–1946): (nicht mehr existent)
  - Auglitten: Прогрөсс Progress
  - Augskallen: Калачеево Kalatschejewo
  - Augstagirren: Сосновка Sosnowka
  - Augstupöhnen: Демидово Demidowo
  - Augstupönen: Калининское Kalininskoje
  - Augustenhof: Колодино Kolodino
  - Auklappen: Малое Озёрное Maloje Osjornoje
  - Aulenbach (1938–1946): Калиновка Kalinowka
  - Aulowönen: Калиновка Kalinowka
  - Auschlacken: Алексеевка Alexejewka
  - Auxkallen, Ksp. Pelleningken: Яснопольское Jasnopolskoje
  - Aweiden: Южный Juschny

### B
- - Backelfeld: Кузнецкое Kusnezkoje
  - Backeln: Кудринка Kudrinka
  - Bärengraben (1938–1946): Зелёная Долина Seljonaja Dolina
  - Bärholz: Листопадовка Listopadowka
  - Bagdohnen, Kreis Darkehmen: Пески Peski
  - Bagdohnen, Kreis Pillkallen: Шейкино Scheikino
  - Bahnfelde (1938–1946): Станционное Stanzionnoje (nicht mehr existent)
  - Bahnhof Powayen: Шиповка Schipowka
  - Bahnhof Trakehnen: Дивное Diwnoje
  - Baiersfelde (1938–1946): Майское Maiskoje
  - Balga (Burg): Бальга Balga (замок)
  - Balga (Ort): Весёлое Wessjoloje
  - Ballen (1938–1946): Полянское Poljanskoje
  - Ballethen: Садовое Sadowoje
  - Ballupönen, Kirchspiel Tollmingkehmen, Kreis Goldap: Дубовая Роща Dubowaja Roschtscha
  - Ballupönen, Kreis Pillkallen: Полянское Poljanskoje
  - Ballupönen, Kreis Tilsit-Ragnit: Охотничье Ochotnitschje (nicht mehr existent)
  - Balschkehmen: Поречье Poretschje
  - Balsken (1938–1946): Поречье Poretschje
  - Balzershof (1938–1946): Григорьевка Grigorjewka
  - Bambe: Рядино Rjadino (vorher: Lugowoje)
  - Barachelen, Kreis Ragnit: Узловое Uslowoje
  - Bareischkehmen: Первомайское Perwomaiskoje
  - Baringen (1938–1946): Первомайское Perwomaiskoje
  - Barraginn: Бородино Borodino
  - Barsen: Косатухино Kossatuchino
  - Barslack: Войново Woinowo
  - Bartelshöfen (1938–1946): Петино Petino
  - Bartenhof: Яблоновка Jablonowka
  - Bartenhöh (1938–1946): Барсуковка Barsukowka
  - Bartscheiten: Тумановка Tumanowka
  - Bartukeiten: Барсуковка Barsukowka
  - Bartuszen/Bartuschen: Петино Petino
  - Bastental (1938–1946): Мелниково Melnikowo
  - Bauden (1938–1946): Никитино Nikitino
  - Bawien: Никитино Nikitino
  - Beinicken (1938–1946): Долгое Dolgoje
  - Beinigkehmen, Kreis Pillkallen: Долгое Dolgoje
  - Beinigkehmen, Kreis Ragnit: Лунино Lunino
  - Beiningen: Лунино Lunino
  - Bekarten: Боровое Borowoje
  - Bergau: Цветково Zwetkowo
  - Bergendorf (1938–1946): Ясное Поле Jasnoje Pole
  - Bergershof, Kreis Pillkallen/Schloßberg: Самарское Samarskoje
  - Bergfriede (1928–1946): (nicht mehr existent)
  - Bersnicken: Ягодное Jagodnoje
  - Beyershof: Боткино Botkino
  - Bibehlen: Покровское Pokrowskoje
  - Bieberswalde, Kreis Wehlau: Ручьи Rutschji
  - Biehnendorf (1938–1946): Ягодное Jagodnoje
  - Bieskobnicken: Охотное Ochotnoje
  - Bilderweiten (1938–1946): Луговое Lugowoje
  - Bilderweitschen: Луговое Lugowoje
  - Bindemark (1938–1946): Гремячье Gremjatschje
  - Binden (1938–1946): Смородиново Smorodinowo
  - Bindschohnen (1936–1938): Смородиново Smorodinowo
  - Bindschuhnen (1936–1938): Гремячье Gremjatschje
  - Bindszohnen: Смородиново Smorodinowo
  - Bindszuhnen: Гремячье Gremjatschje
  - Biothen: Малиновка Malinowka
  - Birken (1938–1946): Гремячье Gremjatschje
  - Birkenberg: Дачное Datschnoje
  - Birkenfeld (Dorf): Красновка Krasnowka
  - Birkenfeld (Gut): Пригородный Prigorodny (im Stadtgebiet von Tschernjachowsk aufgegangen)
  - Birkenhain, Kreis Ragnit/Tilsit-Ragnit (1938–1946): Садово Sadowo
  - Birkenmühle (1938–1946): Калинио Kalinino
  - Birkenried (1938–1946): Лощинка Loschtschinka
  - Bittehnen, Kreis Labiau: Ягодное Jagodnoje
  - Bitterfelde (1938–1946): Дальнее Dalneje
  - Bittkallen: Дальнее Dalneje
  - Bladau: Владимировка Wladimirowka (bis 2008: Wladimirowo)
  - Bladiau: Пятидорожное Pjatidoroschnoje
  - Blankenau: Ершово Jerschowo
  - Blauden (1938–1946): Говорово Goworowo
  - Blausden: Говорово Goworowo
  - Blecken: Юдино Judino
  - Bledau: Сосновка Sosnowka
  - Blocken (1938–1946): Отрадное Otradnoje
  - Blockinnen: Отрадное Otradnoje
  - Blöcken: Осокино Ossokino
  - Blöstau: Вишнёвка Wischnjowka
  - Bludau, Kreis Fischhausen/Samland: Кострово Kostrowo
  - Bludszen/Bludschen: Февральское Fewralskoje
  - Blumenfeld (1929–1946) Железнодорожное Schelesnodoroschnoje
  - Blumental, Kreis Insterburg: Овражное Owraschnoje
  - Bögen, Kreis Preußisch Eylau: Линейное Lineinoje
  - Bögen, Kreis Friedland/Bartenstein: Минино Minino
  - Bönick (1938–1946): Зеленолесье Selenolessje
  - Bönkeim: Ильюшино Iljuschino
  - Böttchersdorf: Севское Sewskoje
  - Böttchershof: Неманское Nemanskoje
  - Bogdahnen: Верхний Бисер Werchni Bisser
  - Boggentin: Лермонтово Lermontowo
  - Bohlen: Ольшанка Olschanka (nicht mehr existent)
  - Bokellen: Фрунсенское Frunsenskoje
  - Bollgehnen: Горловка Gorlowka
  - Bolzfelde (1938–1946): Верхний Бисер Werchni Bisser
  - Bomben: Александровское Alexandrowskoje
  - Bombitten: Охотное Ochotnoje
  - Borchersdorf, Kreis Königsberg/Samland: Зеленополье Selenopolje
  - Bornehnen: Богатово Bogatowo
  - Bothenen: Тростники Trostniki
  - Bothkeim: Чистополье Tschistopolje
  - Brachfeld (1938–1946): Узловое Uslowoje
  - Brahetal (1938–1946): Малая Дубровка Malaja Dubrowka
  - Brahmannsdorf (1938–1946): Солнечное Solnetschnoje
  - Brakenau (1938–1946): Артёмовка Artjomowka
  - Brakupönen: Кубановка Kubanowka
  - Branden (1938–1946): Лермонтово Lermontowo
  - Brandenau (1938–1946): Берестово Berestowo (nicht mehr existent)
  - Brandenburg: Ушаково Uschakowo
  - Brandfelde (1938–1946): Свободный Swobodny
  - Brandlauken: Свободный Swobodny
  - Brasdorf: Антоновка Antonowka
  - Brasnicken: Волошино Woloschino
  - Bratricken: Малая Дубровка Malaja Dubrowka
  - Braxeinshof: Кандиево Kandijewo
  - Braxeinswalde: Отважное Otwaschnoje
  - Bredauen: Ягодное Jagodnoje
  - Bregden: Вавилово Wawilowo
  - Breitenstein (1938–1946): Ульяново Uljanowo
  - Breitflur (1938–1946): Искрово Iskrowo
  - Brenndenwalde (1938–1946): Шилово Schilowo
  - Brindlacken: Прудное Prudnoje
  - Brittanien: Щегловка Schtscheglowka
  - Brolost: Чаадаево Tschaadajewo
  - Bruch, Kreis Königsberg/Samland: Знаменка Snamenka
  - Bruchfelde (1938–1946): (nicht mehr existent)
  - Bruchhöfen (1928–1946): Воскресенское Woskressenskoje
  - Bruderhof (1938–1946): Малое Путятино Maloje Putjatino
  - Brüsterort: Маяк Majak
  - Bruischen (1936–1938): Пушкино Puschkino
  - Bruiszen: Пушкино Puschkino
  - Bruszen/Bruschen: Весново Wesnowo
  - Buchhof: Бухово Buchowo
  - Budballen: Мишкино Mischkino
  - Budeweg (1938–1946): Аисты Aisty
  - Budschedehlen: Бережки Bereschki
  - Budupönen-Uthelen: Должанское Dolschanskoje
  - Budwethen, Kreis Ragnit: МаломожайскоеMalomoschaiskoje
  - Budwischken: Линёво Linjowo
  - Bürgersdorf: Гордое Gordoje
  - Bugdschen (Bugdszen): Малая Дубровка Malaja Dubrowka (nicht mehr existent)
  - Bulitten: Авангардное Awangardnoje
  - Bumbeln: Ильино Iljino
  - Burgkampen (1938–1946): Садовое Sadowoje
  - Burgsdorf: Берёзовка Berjosowka
  - Buschfelde (1938–1946): Панфилово Panfilowo [nicht mehr existent]
  - Buttkuhnen, Kreis Tilsit-Ragnit: Покровское Pokrowskoje
  - Buylien: Дубрава Dubrawa

### C
- - Camanten: Климовка Klimowka
  - Carlswalde: Крупино Krupino
  - Charlottenburg: Смольное Smolnoje
  - Charlottenhof, Kreis Königsberg/Samland: Бугрино Bugrino
  - Charlottenthal, Kreis Bartenstein (Friedland): Седово Sedowo
  - Charlottenthal, Kreis Heiligenbeil: Дубки Dubki
  - Christinenfeld: Совхосное Sowchosnoje
  - Christoplacken: Бригадное Brigadnoje
  - Cranz: Зеленоградск Selenogradsk

### D
- - Dachsfelde (1938–1946): (nicht mehr existent)
  - Dachshausen (1938–1946): Красноармейское Krasnoarmeiskoje [nicht mehr existent]
  - Dachsrode (1938–1946): Партизанское Partisanskoje
  - Dagwitten: Большедорожное Bolschedoroschnoje
  - Dakehnen: Пензенское Pensenskoje
  - Daken (1938–1946): Пензенское Pensenskoje
  - Dalheim: Рощино Roschtschino
  - Dallwitz (Ostpr.) Листовое Listowoje (nicht mehr existent)
  - Damerau, Kreis Königsberg/Samland: Соколовка Sokolowka
  - Damm: Ушаковка Uschakowka
  - Dammfelde, Kreis Ragnit (1938–1946): Тушино Tuschino
  - Daniels: Третьяковка Tretjakowka
  - Danzkehmen: Сосновка Sosnowka
  - Dargen: Лунино Lunino
  - Darienen: Вербное Werbnoje
  - Darkehmen (Angerapp 1938–1946): Озёрск Osjorsk
  - Dedawe: Изобильное Isobilnoje
  - Degelgirren: Рубиновка Rubinowka
  - Degesen: Бабушкино Babuschkino
  - Dehnen (1938–1946): Вишнёвое Wischnjowoje
  - Deimehöh (1938–1946): Изобильное Isobilnoje
  - Dejehnen: Вишнёвое Wischnjowoje
  - Demildschen (Demildszen): Себежское Sebeschskoje
  - Demmen (1938–1946): Привольное Priwolnoje
  - Demmenen: Привольное Priwolnoje
  - Derwehlischken: Разлив Rasliw
  - Dettmitten: Извилино Iswilino
  - Deutsch Bahnau: Балтийское Baltijskoje
  - Deutsche Thierau: Иванцово Iwanzowo
  - Deutsch Wilten: Ермаково Jermakowo
  - Dichtenwalde: Семёново Semjonowo
  - Dickschen: Абрамово Abramowo
  - Didlacken: Тельманово Telmanowo
  - Diedersdorf: Ясная Поляна Jasnaja Poljana
  - Dietrichswalde: Подлесье Podlessje (nicht mehr existent)
  - Dingelau (1938–1946): Борок Borok
  - Dinglauken: Задорожное Sadoroschnoje
  - Dingort: Великополье Welikopolje
  - Dirwehlen: Пограничный Pogranitschny
  - Dirwonuppen: Тушино Tuschino
  - Dittau (1938–1946): Осиновка Ossinowka
  - Dittballen: Лужки Luschki
  - Ditthausen: Красный Бор Krasny Bor
  - Dittlacken (1938–1946): Тельманово Telmanowo
  - Dobauen (1938–1946): Majak
  - Dobawen: Majak
  - Doblienen: Дублинино Dublinino
  - Döbnicken: Войново Woinowo
  - Dösen Скворцово Skorzowo
  - Dollstädt: Краснознаменске Krasnosnamenskoje
  - Dommelkeim, Kreis Königsberg (Fischhausen): Павлинино Pawlinino
  - Dommelkeim, Kreis Friedland (Bartenstein): Филиппвка Filippowka
  - Domnau: Домново Domnowo
  - Domtau: Долгоруково Dolgorukowo
  - Dopönen: Покрышкино Pokryschkino
  - Dopsattel: Заречное Saretschnoje (bis 1992: Oktjabrskoje)
  - Dorotheenhof, Kreis Fischhausen/Samland: Песчаное Pestschanoje (vor 1997: Aksjonowo)
  - Dorotheenhof, Kreis Preußisch Eylau: Аксёново Aksjonowo
  - Dösen: Скворцово Skworzowo
  - Dossitten: Черемхово Tscheremchowo
  - Dothen: Донское Donskoje
  - Drachenberg (1938–1946): Ново-Гурьевское Nowo-Gurjewskoje
  - Drangsitten: Августовка Awgustowka
  - Drebnau: Зелёный Гай Seljony Gai
  - Dreidorf (1938–1946): Жданки Schdanki
  - Dreifurt (1938–1946): Ливенское Liwenskoje
  - Dreimühl (1938–1946): Панфилово Panfilowo
  - Drosselbruch (1938–1946): Ватутино Watutino
  - Drücklershöfchen: Мичуринское Mitschurinskoje
  - Drugehnen: Переславское Pereslawskoje
  - Drugthenen: Гусевка Gussewka
  - Drutschlauken: Дубровка Dubrowka
  - Duhnau: Барсуковка Barsukowka
  - Dumbeln: Кузьмино Kusmino
  - Dundeln: Крайнее Kraineje
  - Dunkershöfen: Большое Деревенское Bolschoje Derewenskoje (bis 2008: Bolschaja Derewnja)
  - Dwarischken, Kreis Insterburg: Лесное Lesnoje
  - Dwarischken, Kreis Pillkallen: (nicht mehr existent)
  - Dwarrehlischken: Солонцы Solonzy
  - Dwielen, Kreis Labiau: Февральское Fewralskoje

### E
- - Ebenau (1938–1946): Вольное Wolnoje
  - Ebenrode (Stallupönen bis 1938): Нестеров Nesterow
  - Eberswalde: Моховое Mochowoje
  - Ebertann (1938–1946): Хлебниково Chlebnikowo
  - Eggleningken: Петропавловское Petropawlowskoje
  - Egglenischken: Новгородское Nowgorodskoje (nicht mehr existent)
  - Ehlertfelde (1938–1946): Краснохлмское Krasnocholmskoje
  - Eichbaum (1938–1946): Покровское Pokrowskoje
  - Eichenberg (1928–1946): Лесное Lesnoje
  - Eichenfeld (1928–1946): Каспийское Kaspijskoje
  - Eichenrode (1938–1946): Богатово Bogatowo
  - Eichhagen (1938–1946): Заводское Sawodskoje
  - Eichhorn, Kreis Insterburg: Явлочное Jablotschnoje
  - Eisenbart: Константиновка Konstantinowka (nicht mehr existent)
  - Eiserwagen: Белый Яр Bely Jar
  - Eisselbitten: Сиренево Sirenewo
  - Elchdorf (bis 1906: Pojerstieten bei Wargen): Куликово Kulikowo
  - Elchwerder (1938–1946): Головкино Golowkino
  - Elken (1938–1946): Донское Donskoje
  - Elkinehlen: Донское Donskoje
  - Ellern (1938–1946): Садовое Sadowoje
  - Ellernthal: Боброво Bobrowo
  - Elluschönen: Садовое Sadowoje
  - Emmahof: Богданово Bogdanowo
  - Endrejen: Победино Pobedino
  - Enzuhnen: Чкалово Tschkalowo
  - Erlenbruch (1938–1946): Вишнёвое Wischnjowoje
  - Erlenflet (1938–1946): Новосөлье (Nowoselje) (nicht mehr existent)
  - Erlenhagen (1938–1946): Черняхово Tschernjachowo
  - Erlensee (1938–1946): Малое Ижевское Maloje Ischewskoje
  - Ernsthof, Kreis Darkehmen (Angerapp): Огородное Ogorodnoje
  - Ernsthof, Kreis Preußisch Eylau: Владимирово Wladimirowo, bis 1992: Краснопартизанское Krasnopartisanskoje
  - Errehlen: Воротыновка Worotynowka
  - Eschergallen (Eszergallen), Ksp. Gawaiten, Kreis Goldap: Ручейки Rutscheiki
  - Eschergallen (Eszergallen), Kreis Darkehmen: Кедрово Kedrowo (nicht mehr existent)
  - Escherningken (Eszerningken), Kreis Darkehmen (Angerapp): Кадымка Kadymka
  - Escherningken (Eszerningken), Kreis Gumbinnen: Михайлово Michailowo
  - Escherninken (Eszerninken), Kreis Labiau: Красная Дубрава Krasnaja Dubrawa
  - Eschingen (1938–1946): Кадымка Kadymka
  - Eydtkau (1938–1946): Чернышевское Tschernyschewskoje
  - Eydtkuhnen: Чернышевское Tschernyschewskoje
  - Eythienen: Старорусское Starorusskoje

### F
- - Fabiansfelde: Невское Newskoje
  - Falkenhausen (1938–1946): Покровское Pokrowskoje
  - Falkenort: Воротыновка Worotynowka
  - Fichtenberg (1935–1946): Пески Peski
  - Finken: Молодогвардейское Molodogwardeiskoje
  - Finkenhagen (1938–1946): Крайнее Kraineje
  - Finkenwalde, Kreis Angerapp: (nicht mehr existent)
  - Fischer-Taktau: Июльское Ijulskoje
  - Fischhausen: Приморск Primorsk
  - Fohlental (1938–1946): Новоуральск Nowouralsk
  - Föhrenhorst (1938–1946): Большое Мостовое Bolschoje Mostowoje
  - Follendorf: Рыбаково Rybakowo
  - Forken: Подорожное Podoroschnoje
  - Fräuleinhof: Кутузово Kutusowo
  - Freieneck (1938–1946): Кузьмино Kusmino (nicht mehr existent)
  - Freienfeld (1938–1946): Восточное Wostotschnoje
  - Freudenberg, Kreis Insterburg: Ручьи Rutschji (nicht mehr existent)
  - Freudenberg, Kreis Wehlau: Ратное Ratnoje
  - Friedenberg: Дворкино Dworkino
  - Friederikenthal: Ниенскоө Niwenskoje
  - Friedland: Правдинск Prawdinsk
  - Friedrichsberg: Псковское Pskowskoje
  - Friedrichsburg, Kreis Labiau: Фурмановка Furmanowka
  - Friedrichsfelde, Kreis Gumbinnen: [nicht mehr ausgewiesener Ortsteil der Stadt Gussew (Gumbinnen)]
  - Friedrichsfelde, Kirchspiel Darkehmen, Kreis Darkehmen (Angerapp): Заполье Sapolje
  - Friedrichsfelde, Kirchspiel Karpowen, Kreis Darkehmen (Angerapp): (nicht mehr existent)
  - Friedrichsfelde, Kreis Labiau: Берёсовка Berjosowka
  - Friedrichsfelde, Kreis Bartenstein: Печорское Petschorskoje
  - Friedrichshof, Kreis Königsberg (Samland): Малое Лесное Maloje Lesnoje
  - Friedrichsmühle, Kreis Insterburg (1938–1946): Перелески Pereleski
  - Friedrichsmühle, Kreis Labiau (1938–1946): Полевой Polewoi
  - Friedrichsrode (1938–1946): Tarassowka (nicht mehr existent)
  - Friedrichstein: Каменка Kamenka
  - Friedrichsthal: Солдатово Soldatowo
  - Friedrichswalde, Kreis Gerdauen: Ново-Бийское Nowo-Bijskoje
  - Friedrichswalde, Kreis Labiau: Новая Жизнь Nowaja Schisn
  - Friedrichsweiler (1938–1946): Полянское Poljanskoje
  - Frischenau: Ельняаки Jelnjaki
  - Frisches Haff: Калининградский залив (Kaliningradski saliw)
  - Frisching (Dorf): Прохладное Prochladnoje
  - Frisching (Fluss): Прохладная Prochladnaja
  - Fritzen: Сосновка Sosnowka
  - Fritzenau (1938–1946): Порховское Porchowskoje
  - Fuchsberg, Kreis Königsberg/Samland: Семёново Semjonowo
  - Fuchsberg, Kreis Fischhausen/Samland: Холмогоровка Cholmogorowka
  - Fuchshöfen: Славянское Slawjanskoje
  - Fuchstal (1938–1946): Речкалово Retschkalowo
  - Fünflinden: Прохоровка Prochorowka
  - Fürstenwalde: Поддубное Poddubnoje

### G
- - Gänsekrug: Каштановка Kaschtanowka
  - Gaffken: Парусное Parusnoje
  - Gaiden: Степное Stepnoje
  - Gaidschen, Kreis Insterburg: nicht mehr existent
  - Gaidschen, Kreis Ragnit/Tilsit-Ragnit: Ватутино Watutino
  - Gaidschen, Kreis Stallupönen/Ebenrode: nicht mehr existent
  - Gaidszen, Kreis Insterburg: nicht mehr existent
  - Gaidszen, Kreis Ragnit/Tilsit-Ragnit: Ватутино Watutino
  - Gaidszen, Kreis Stallupönen/Ebenrode: nicht mehr existent
  - Gaistauden: Игнатово Ignatowo
  - Galben: Вишняки Wischnjaki
  - Galbrasten: Ливенское Liwenskoje
  - Gallgarben: Маршальское Marschalskoje
  - Gallgarben, Adlig: Опушки Opuschki
  - Gallingen, Kreis Heiligenbeil: Липовка Lipowka
  - Gallitten: Песочное Pessotschnoje
  - Gamsau: Подгорное Podgornoje
  - Ganderkehmen: Пролетарское Proletarskoje
  - Garbnicken: Соловьёво Solowjowo
  - Gauleden: Тумановка Tumanowka
  - Gauten: Путилово Putilowo
  - Gawaiten: Гаврилово Gawrilowo
  - Gedau (Adlig~): Донское Donskoje
  - Gehlblum: Трубкино Trubkino
  - Geidau: Прозорово Prosorowo
  - Geidlauken: Берёзовка Berjosowka
  - Gellenau (1938–1946): Малое Пензенское Maloje Pensenskoje
  - Gelleschuhnen (Gelleszuhnen): Малое Пензенское Maloje Pensenskoje
  - Gembern (1938–1946): Задорожье Sadoroschje
  - Genditten: Берёзовка Berjosowka
  - Genslack: Пруды Prudy
  - Georgenau: Рощино Roschtschino
  - Georgenburg: Маёвка Majowka
  - Georgenfelde: Озерки Oserki
  - Georgenhain (1938–1946): Бородино Borodino
  - Georgenheide (1938–1946): Урожайное Uroschainoje
  - Georgenswalde: Отрадное Otradnoje
  - Georgental: Доваторовка Dowatorowka
  - Gerdauen: Железнодорожный Schelesnodoroschny
  - Gerhardsweide (1938–1946): Охотное Ochotnoje
  - Germau: Русское Russkoje
  - Germehnen: Наумовка Naumowka
  - Gerschwillauken: Казаково Kasakowo
  - Gerskullen: Ганновка Gannowka
  - Gerslinden (1938–1946): Ганновка Gannowka
  - Gersthenen: Надеждино Nadeschdino
  - Gertenau (1938–1946): Яровое Jarowoje
  - Gertlack: Елнино Jelnino
  - Gertlauken: Новая Деревня Nowaja Derewnja (übersetzt = Neudorf)
  - Gertschen: Яровое Jarowoje
  - Gerwen (1938–1946): Приозёрное Priosjornoje
  - Gerwischkehmen: Приозёрное Priosjornoje
  - Gerwischken: Жаворонково Schaworonkowo
  - Geswethen: Нагорное Nagornoje
  - Gidauten: Озерово Oserowo, vor 1993: Priosjornoje
  - Giewerlauken: Никольское Nikolskoje
  - Giggarn: Думиничи Duminitschi
  - Gilge: Матросово Matrossowo
  - Gillischken: Приречное Priretschnoje
  - Girrehlischken: Свободное Swobodnoje (nicht mehr existent)
  - Girrehnen: Гривино Griwino
  - Girren (1938–1946): Думиничи Duminitschi
  - Glauthienen: Малиновка Malinowka
  - Gnadenthal: Богдановка Bogdanowka
  - Gneisenau: Холмогорье Cholmogorje
  - Gnottau: Ганино Ganino
  - Gobienen: Нагорное Nagornoje (nicht mehr existent)
  - Godrienen: Ласкино Laskino
  - Göritten: Пушкино Puschkino
  - Görken, Kreis Königsberg/Samland: Ильичёво Iljitschjowo
  - Görken, Kreis Preußisch Eylau: Дубровка Dubrowka
  - Götzendorf, Kreis Wehlau: Детское Detskoje
  - Götzlack: Крутой Яр Krutoi Jar
  - Goldbach, Kreis Wehlau: Славинск Slawinsk
  - Goldberg (Ostpreußen) (1938–1946): Зелёное Seljonoje
  - Gollau: Поддубное Poddubnoje
  - Goltzhausen: Ивановка Iwanowka
  - Gostkow: Расково Raskowo
  - Gotthardsthal: Зверево Swerewo
  - Gowarten: Дзержинское Dserschinskoje
  - Goythenen: Геройское Geroiskoje
  - Gräflich Reatischken: Вишнёвка Wischnjowka
  - Grasgirren: Борок Borok
  - Grasmark: (nicht mehr existent)
  - Graventhien: Августовка Awgustowka
  - Grenzberg (1936–1946): Придорожное Pridoroschnoje
  - Grenzen (1938–1946): Некрасово Nekrassowo
  - Grenzwald (1938–1946): Пугачёво Pugatschowo
  - Gricklaugken: Зеленолесье Selenolessje
  - Grieben: Олёхово Oljochowo
  - Grieteinen (1938–1946): Лозняки Losnjaki
  - Grietischken: Лозняки Losnjaki
  - Grimmen(1938–1946): Псковское Pskowskoje
  - Grischkehmen: Волочаево Wolotschajewo
  - Grischken (1938–1946): Волочаево Wolotschajewo
  - Gronwalde (1935–1946): Краснознаменское Krasnosnamenskoje
  - Groschenweide (1938–1946): Отрадное Otradnoje (nicht mehr existent)
  - Groß Allendorf: Костромино Kostromino
  - Groß Astrawischken: Красное Krasnoje
  - Groß Asznaggern: Придорожное Pridoroschnoje
  - Groß Augstutschen: Лосево Lossewo
  - Groß Bärwalde: Ивановка Iwanowka
  - Groß Baitschen: Подгоровка Podgorowka
  - Groß Bajohren: Майское Maiskoje
  - Groß Ballupönen: Охотничье Ochotnitschje (nicht mehr existent)
  - Groß Balzerischken: Григорьевка Grigorjewka
  - Groß Barthen: Озёрное Osjornoje
  - Groß Baum: Сосновка Sosnowka
  - Großbeinuhnen (1938–1946): Чернышевка Tschernyschewka
  - Groß Berschkallen: Гремячье Gremjatschje
  - Groß Beynuhnen: Чернышевка Tschernyschewka
  - Groß Birkenfelde: Григорьевка Grigorjewka
  - Groß Blumenau, Kreis Fischhausen/Samland: Кремнёво Kremnjowo
  - Groß Brittanien: Щегловка Schtscheglowka
  - Groß Budlacken: Курортное Kurortnoje
  - Groß Datzen: Спорное [Spornoje] (nicht mehr existent)
  - Groß Degesen: Бабушкино Babuschkino
  - Groß Dexen: Нагорное Nagornoje
  - Groß Dirschkeim: Донское Donskoje
  - Groß Drebnau: Зелёный Гай Seljony Gai
  - Groß Droosden: Журавлёвка Schurawljowka
  - Groß Dumbeln: Малое Ижевское Maloje Ischewskoje
  - Groß Engelau: Демяновка Demjanowka
  - Großfelde (1938–1946): Гудково Gudkowo
  - Groß Friedrichsdorf: Гастеллово Gastellowo
  - Groß Friedrichsgraben I (1918–1946: Hindenburg): Беломорское Belomorskoje
  - Groß Friedrichsgraben II (1918–1946 Ludendorff (Kreis Labiau), nicht mehr existent)
  - Großgauden (1938–1946): Краснополянское Krasnopoljanskoje
  - Groß Gaudischkehmen: Краснополянское Krasnopoljanskoje
  - Groß Gnie: Гусево Gussewo (Kaliningrad, Prawdinsk)
  - Groß Grobienen: Малая Климовка Malaja Klimowka
  - Groß Gubainen (1928–1946 Waldhausen): Бережковское Bereschkowskoje
  - Groß Gudellen: Западное Sapadnoje
  - Großguden (1938–1946): Западное Sapadnoje
  - Groß Haferbeck: Комарово Komarowo
  - Großheidekrug (1939–1946): Взморье Wsmorje
  - Großheim: Костромино Kostromino
  - Groß Heydekrug: Взморье Wsmorje
  - Groß Hohenrade: Воробьёво Worobjowo
  - Groß Hoppenbruch: Знаменка Snamenka
  - Groß Hubnicken: Синявино Sinjawino
  - Groß Illmen: Пограничное Pogranitschnoje
  - Groß Jägersdorf: Моторное Motornoje (nicht mehr existent)
  - Groß Kackschen: Садово Sadowo
  - Groß Kamanten: Узловое Uslowoje
  - Groß Kannapinnen: Очаково Otschakowo
  - Groß Keylau: Поддуное Poddubnoje
  - Groß Kindschen: Искра Iskra
  - Groß Kirschnakeim: Февральское Fewralskoje
  - Groß Klitten: Черёмухово Tscherjomuchowo
  - Groß Krücken: Каменка Kamenka
  - Groß Kuglack: Ясеньское Jassenskoje
  - Groß Kuhren: Приморье Primorje
  - Groß Kummeln: Возвышенка Woswyschenka
  - Großkummen (1938–1946): Возвышенка Woswyschenka
  - Groß Labehnen: Сосновка Sosnowka
  - Groß Laßeningken, 1936–1938 Groß Lascheningken, 1938–1939 Groß Laschnicken: Державино Derschawino
  - Groß Lauth (1938–1946): Невское Newskoje
  - Groß Legden: Доброе Dobroje
  - Groß Legitten: Тургенево Turgenewo
  - Groß Lengmeschken: Заречное Saretschnoje
  - Großlenkenau (1938–1946): Лесное Lesnoje
  - Groß Lenkeningken: Лесное Lesnoje
  - Groß Lindenau: Озерки Oserki
  - Großlugau (1938–1946): Чайковское Tschaikowskoje
  - Groß Mischen: Свободное Swobodnoje
  - Groß Mixeln: Большаково Bolschakowo (nicht mehr existent)
  - Groß Neuhof-Ragnit: Котельниково Kotelnikowo
  - Groß Niebudschen (1936–1938): Садовое Sadowoje
  - Groß Niebudszen: Садовое Sadowoje
  - Groß Ottenhagen: Берёзовка Berjosowka
  - Groß Park: Гусево Gussewo
  - Groß Pelledauen: Минское Minskoje
  - Groß Pentlack: Каменка Kamenka
  - Groß Perbangen: Грушевка Gruschewka
  - Groß Pillkallen: Междуречье Meschduretschje
  - Groß Plauen: Федотово Fedotowo
  - Groß Pöppeln: Речки Retschki
  - Groß Polleiken (1938–1946): Нилово Nilowo
  - Groß Polleyken: Нилово Nilowo
  - Groß Ponnau: Краснооктябрьское Krasnooktjabrskoje
  - Groß Pothlack, Kreis Friedland/Bartenstein: kein russischer Name bekannt
  - Groß Ragauen: Рогачёвка Rogaschevka [nicht mehr existent]
  - Groß Raum: Рябиновка Rjabinowka
  - Groß Reikeninken: Подсобный Podsobny
  - Groß Rödersdorf: Новосёлово Nowosjolowo
  - Groß Rominten: Краснолесье Krasnolessje
  - Groß Rudlauken: Петино Petino
  - Groß Rudminnen: Боброво Bobrowo
  - Groß Rudszen/Groß Rudschen: Полтавское Poltawskoje
  - Groß Saalau: Гончарово Gontscharowo
  - Groß Sausgarten: Берёзовка Berjosowka
  - Groß Scharlack: Некрасово Nekrassowo
  - Großschenkendorf (1938–1946): Лукьяново Lukjanowo
  - Groß Schillehlen: Петропавловское Petropawlowskoje
  - Groß Schirrau: Дальнее Dalneje
  - Großschirren (1938–1946): Сорокино Sorokino
  - Groß Schönau: Песково Peskowo (nicht mehr existent)
  - Großschollen (1938–1946): Петропавловское Petropawlowskoje
  - Groß Schorellen: Саратовское Saratowskoje
  - Groß Schunkern: Острогорки Ostrogorki
  - Groß Schwentischken: Пугачево Pugatschowo
  - Groß Skaisgirren, Kreis Niederung: Большаково Bolschakowo
  - Groß Skaisgirren, Kreis Ragnit: Сорокино Sorokino
  - Groß Skattegirren: Отрадное Otradnoje (nicht mehr existent)
  - Groß Skirlack: Опоченское Opotschenskoje
  - Groß Sobrost: Зареченское Saretschenskoje
  - Groß Sodehnen: Некрасово Nekrassowo
  - Groß Sporwitten: Поддубное Poddubnoje
  - Großstangenwald (1938–1946): Заря Sarja
  - Groß Steindorf: Марксово Marksowo
  - Groß Trakischken: Железнодорожное Schelesnodoroschnoje
  - Groß Uderballen: Демидово Demidowo
  - Großudertal (1938–1946): Демидово Demidowo
  - Groß Uszballen: Воскресенское Woskressenskoje
  - Groß Wabbeln, Kreis Niederung (Elchniederung): (nicht mehr existent)
  - Groß Wabbeln, Kreis Tilsit-Ragnit: (nicht mehr existent)
  - Großwaltersdorf (1938–1946): Ольховатка Olchowatka
  - Großwalde (1938–1946): Первомайское (nicht mehr existent)
  - Groß Waldeck: Осокино Ossokino
  - Großwaltersdorf (1938–1946): Ольховатка Olchowatka
  - Groß Wannaglauken: Первомайское (nicht mehr existent)
  - Groß Warningken: Заболотное Sabolotnoje (nicht mehr existent)
  - Groß Weißensee: Большие Горки Bolschije Gorki
  - Groß Wersmeningken, Kreis Gumbinnen: Заря Sarja
  - Groß Wersmeningken, Kreis Pillkallen/Schloßberg: Белкино Belkino
  - Großwingen (1938–1946): Обручево Obrutschewo
  - Groß Wingsnupönen: Обручево Obrutschewo
  - Groß Wischtecken: Шувалово Schuwalowo
  - Groß Wittgirren: Родниково Rodnikowo
  - Groß Wohnsdorf: Курортное Kurortnoje
  - Großzedmar (1938–1946): Серово Serowo
  - Grotfeld (1938–1946): Александровка Alexandrowka
  - Grünbaum: Сокольники Sokolniki
  - Grüneberg, Kreis Gerdauen: Кленовое Klenowoje
  - Grüneberg, Kreis Insterburg: Качалово Katschalowo (nicht mehr existent)
  - Grüneberg, Kreis Niederung: (nicht mehr existent)
  - Grünhagen: Гребное Grebnoje
  - Grünhaus: Зелёное Seljonoje
  - Grünhayn: Красная Ґорка Krasnaja Gorka
  - Grünheide, Kreis Insterburg: Калужское Kaluschskoje
  - Grünheim, Kreis Gerdauen: Костромино Kostromino
  - Grünhof, Kreis Preußisch Eylau: Кунцево Kunzewo
  - Grünhoff: Рощино Roschtschino
  - Grünlinde, Kreis Wehlau: Ершово Jerschowo
  - Grünlinde, Kreis Heiligenbeil: [nicht mehr existent]
  - Grüntann: Лазарево Lasarewo
  - Grünthal: Зеленцово Selenzowo
  - Grünwalde, Kreis Heiligenbeil: Липовка Lipowka
  - Grünwalde, Kreis Bartenstein: Антоново Antonowo
  - Grünweide (1938–1946): Покрышкино Pokryschkino
  - Grünwiese, Kreis Heiligenbeil: Берёзовка Berjosowka
  - Grünwiese, Kreis Niederung/Elchniederung: Зелёный Дол Seljony Dol (nicht mehr existent)
  - Grumbkowkeiten: Правдино Prawdino
  - Grumbkowsfelde (1928–1946): Правдино Prawdino
  - Grundfeld, Kreis Goldap (1938–1946): Булавино Bulawino (nicht mehr existent)
  - Grundfeld, Kreis Preußisch Eylau: Чапаево Tschapajewo
  - Gudgallen: Гудково Gudkowo
  - Gudwainen: Заручье Sarutschje
  - Gudwallen: Львовское Lwowskoje
  - Gulbenischken: Онежское Oneschskoje
  - Gulbensee (1938–1946): Онежское Oneschskoje
  - Güldenflur (1938–1946): Калачеево Kalatschejewo
  - Güldengrund (1938–1946): Гривино Griwino
  - Gumbinnen: Гусев Gussew
  - Gunthenen: Привольное Priwolnoje
  - Gurdschen (Gurdszen): Хуторское Chutorskoje
  - Gutenfeld: Луговое Lugowoje
  - Gutfließ (1938–1946): Красная Дубрава Krasnaja Dubrawa
  - Guttawutschen: Липовка Lipowka
  - Guwöhnen: Рязанское Rjasanskoje

### H
- - Haffstrom: Шоссейное Schosseinoje (nicht mehr existent)
  - Haffwerder (1938–1946): Красное Krasnoje
  - Haffwinkel (1938–1946): Заливино Saliwino
  - Hagelsberg, Kreis Gumbinnen: Михайлово Michailowo
  - Hagenfließ (1938–1946): Лесково Leskowo
  - Hainau (1938–1946): Высокое Wyssokoje
  - Hainort (1938–1946): Псковское Pskowksoje
  - Hallweg (1938–1946): Рязанское Rjasanskoje
  - Hallwischken: Рязанское Rjasanskoje
  - Hansruh (1938–1946): Заозёрное Saosjornoje
  - Hardteck (1938–1946): Краснолесье Krasnolessje
  - Harpenthal (1938–1946: Harpental): Володино Wolodino (nicht mehr existent)
  - Hartental (1938–1946): Новохатка Nowochatka
  - Hartigsberg (1931–1946): Должанское Dolschanskoje
  - Haselau: Богдановка Bogdanowka (nicht mehr existent)
  - Haselberg: Краснознаменск Krasnosnamensk
  - Hasenberg, Kreis Wehlau: Пригородное Prigorodnoje
  - Hasenfeld (1938–1946): Дубровка Dubrowka
  - Hasseldamm: Костюково Kostjukowo
  - Hegehof (1938–1946): Залесье Salesje (nicht mehr existent)
  - Heide, Kreis Heiligenbeil: Тропинино Tropinino
  - Heidenanger (1938–1946): Рядино Rjadino
  - Heidendorf (1938–1946): Разино Rasino
  - Heidewaldburg (1938–1946): Прибрежный Pribreschny
  - Heiligenbeil: Мамоново Mamonowo
  - Heiligenhain (1938–1946): Берёзовка Berjosowka
  - Heiligenkreutz: Красноторовка Krasnotorowka
  - Heiligenwalde (Dorf): Ушаково Uschakowo
  - Heiligenwalde (Domäne): Молодецкое Molodezkoje
  - Heinrichsdorf, Kreis Bartenstein: Ровное Rownoje
  - Heinrichshof, Kreis Elchniederung (1938–1946): Вишнёвка Wischnjowka
  - Heinrichswalde: Славск Slawsk
  - Hengstenberg (1938–1946): Мостовое Mostowoje
  - Hensken (1938–1946): Желанное Schelannoje
  - Henskischken: Желанное Schelannoje
  - Herdenau (1938–1946): Прохладное Prochladnoje
  - Hermannshof: Матвеевка Matwejewka
  - Hermsdorf: Пограничный Pogranitschny
  - Herrendorf (1930–1950): Солонцы Solonzy
  - Herzfelde (1938–1946): Заречье Saretschje
  - Herzogskirch (1938–1946): Красногорское Krasnogorskoje
  - Herzogsrode (1938–1946): Гаврилово Gawrilowo
  - Heyde, Kreis Friedland/Bartenstein: Костюковка Kostjukowka
  - Heyde, Kreis Preußisch Eylau: Калмыково Kalmykowo
  - Heyde-Waldburg: Прибрежный Pribreschny
  - Hindenburg: Беломорское Belomorskoje
  - Hirschflur (1938–1946): Никольское Nikolskoje
  - Hochfließ (1938–1946): Калининское Kalininskoje
  - Hoch Karschau: Ново-Дорожный Nowo-Doroschny
  - Hochlindenberg: Подлипово Podlipowo
  - Hohenbruch (1938–1946): Громово Gromowo
  - Hoheneck (1938–1946): Толстово Tolstowo
  - Hohenfelde: Луговое Lugowoje
  - Hoheninster (1938–1946): Яснопольское Jasnopolskoje
  - Hohenrode (1938–1946): Железнодорожное Schelesnodoroschnoje
  - Hohensalzburg (1938–1946): Лунино Lunino
  - Hohenstein: Краснополье Krasnopolje
  - Hohenwaldeck (1938–1946): Токаревка Tokarewka
  - Hollstädt: Лесная Lesnaja
  - Honigberg (1938–1946): Вишнёвое Wischnjowoje
  - Hornfelde (1938–1946): Зуевка Sujewka
  - Hussehnen: Пограничное Pogranitschnoje
  - Hutmühle (1928–1946): Вершинино Werschinino

### I
- - Ihlnicken: Сараево Sarajewo
  - Ilmenhagen (1938–1946): Белинское Belinskoje
  - Ilmenhorst (1938–1946): Белкино Belkino
  - Ilmsdorf: Ново-Бобруйск Nowo-Bobruisk
  - Imbärwalde: Ивановка Iwanowka
  - Inglau (1938–1946): Поведино Pobedino
  - Inglauden: Победино Pobedino
  - Inse: Причалы Pritschaly
  - Inster (Fluss): Инструч Instrutsch
  - Insterblick (1938–1946): Приречное Priretschnoje
  - Insterburg: Черняховск Tschernjachowsk
  - Insterwalde (1938–1946): Отрадное Otradnoje (nicht mehr existent)
  - Irglacken: Калинково Kalinkowo
  - Ischdaggen, Kreis Darkehmen (Angerapp): Шилово Schilowo
  - Ischdaggen, Kreis Gumbinnen: Лермонтово Lermontowo
  - Ischdaggen, Kreis Insterburg: Берестово Berestowo (nicht mehr existent)
  - Iszlaudszen: Дмитриевка Dmitrijewka

### J
- - Jäcknitz: Узорное Usornoje
  - Jäger-Taktau: Тургенево Turgenewo
  - Jägerswalde (1932–1946): Свободное Swobodnoje (nicht mehr existent)
  - Jänichen (1938–1946): Свобода Swoboda
  - Jänischken, Kreis Insterburg: Свобода Swoboda
  - Jänischken, Kreis Pillkallen: Заозёрное Saosjornoje
  - Jagsten: Поддубье Poddubje
  - Jakobsdorf, Kreis Wehlau: Яковлево Jakowlewo
  - Jaxen: Мельниково Melnikowo
  - Jentkutkampen: Садовое Sadowoje
  - Jenuciszki: Порховское Porchowskoje
  - Jerlauken: Чапаево Tschapajewo (bis 1992: Petrowskoje)
  - Jesau: Южный Juschny
  - Jockeln: Кирпичное Kirpitschnoje
  - Jodeiken: Междулесье Meschdulessje
  - Jodlauken: Володаровка Wolodarowka
  - Jodschen (Jodszen), 1938–1946: Schwarzenau, Kreis Gumbinnen: Дворики Dworiki (nicht mehr existent)
  - Jodschen (Jodszen), Kreis Pillkallen, 1938–1946: Ackermühle, Kreis Schloßberg: Нагорное Nagornoje (nicht mehr existent)
  - Jodschinn (Jodszinn): Чистополье Tschistopolje
  - Jogelehnen: Дзержиское Dserschinskoje
  - Johannisberg: Ильюшино Iljuschino
  - Johnken: Августока Awgustowka
  - Jonasthal: Охтинское Ochtinskoje (nicht mehr existent)
  - Jonienen: Гудково Gudkowo
  - Juckeln, 1918–1946: Buchhof: Бухово Buchowo
  - Jucknaten, Kreis Pillkallen: Илловаиское Illowaiskoje
  - Jucknaten, Kreis Ragnit: Макарово Makarowo (nicht mehr existent)
  - Jucknischken, Kreis Gumbinnen: Станционное Stanzionnoje
  - Jucknischken, Kreis Stallupönen: Большое Мостовое Bolschoje Mostowoje
  - Juckstein: Крайнее Kraineje
  - Juditten: Менделеево Mendelejewo (= Stadtteil von Kaliningrad)
  - Judtschen: Весёловка Wessjolowka
  - Jürgenfelde (1938–1946): Юдино Judino
  - Julienhöhe: Июльское Ijulskoje
  - Julienhof, Kreis Königsberg: Лужки Luschki
  - Julienhof, Kreis Heiligenbeil: Большедорожное Bolschedoroschnoje
  - Jungferndorf: Родники Rodniki (vorher: Rjabinowka)
  - Jungferngrund (1938–1946): Минское Minskoje
  - Jungort (1935–1946): Дунаевка Dunajewka (nicht mehr existent)
  - Jürgendorf (1938–1946): Дзержинское Dserschinskoje
  - Jürkendorf: Богдановка Bogdanowka
  - Jurgaitschen, Kreis Darkehmen (Angerapp): Юдино Judino
  - Jurgaitschen, Kreis Goldap: Малая Петровка Malaja Petrowka (nicht mehr existent)
  - Jurgaitschen, Kreis Ragnit: Канаш Kanasch
  - Juwendt: Разино Rasino

### K
- - Kadgiehnen: Пруды Prudy
  - Kahlholz: Лозовое Losowoje (nicht mehr existent)
  - Kaimelskrug (1938–1946): Холмы [Cholmy] (nicht mehr existent)
  - Kaimelswerder: Мишкино Mischkino
  - Kaimen (1938–1946): Заречье Saretschje
  - Kainen: Вороново Woronowo
  - Kalgen: Чайковское Tschaikowskoje
  - Kallehnen, Kreis Wehlau: Рябиновое Rjabinowoje
  - Kallehnen, Kreis Tilsit-Ragnit: Калинино Kalinino (nicht mehr existent)
  - Kallen: Цветное Zwetnoje
  - Kallenfeld (1938–1946): Междуречье Meschduretschje
  - Kallnen, Kreis Darkehmen: Ново-Гурьевское Nowo-Gurjewskoje
  - Kallnen, Kreis Gumbinnen: (nicht mehr existent)
  - Kallningken: Прохладное Prochladnoje
  - Kallwischken: Мостовое Mostowoje
  - Kaltenbach (1938–1946): Шатково Schatkowo
  - Kamanten, Kreis Darkehmen/Angerapp: Климовка Klimowka
  - Kamanten, Kreis Ragnit/Tilsit-Ragnit: Узловое Uslowoje
  - Kampischkehmen: Синявино Sinjawino
  - Kampken: Ушаковка Uschakowka
  - Kampkenhöfen: Ушаковка Uschakowka
  - Kanten: Ельники Jelniki
  - Kanthausen (1938–1946): Весёловка Wessjolowka (Kaliningrad, Tschernjachowsk)
  - Kapkeim: Вишнёвое Wischnjowoje
  - Kapsitten: Ягодное Jagodnoje
  - Karalene: Зелёный Бор Seljony Bor
  - Karalkehmen: Каштановка Kaschtanowka
  - Karben: Пригоркино Prigorkino
  - Karczarningken: Железнодорожное Schelesnodoroschnoje
  - Kariotkehmen: Новоселье Nowoselje
  - Karkeln: Мысовка Myssowka
  - Karkeim (1938–1946): Новоселье Nowoselje
  - Karlen (1938–1946): Каштановка Kaschtanowka
  - Karlshof, Kreis Fischhausen/Samland: Черёмухино Tscherjomuchino
  - Karlshof, Kreis Königsberg/Samland: Совхозное Sowchosnoje
  - Karlshof, Kreis Preußisch Eylau: Тамбовское Tambowskoje
  - Karmitten: Отрадное Otradnoje
  - Karpau: Ярки Jarki
  - Karpauen (1938–1946): Некрасово Nekrassowo
  - Karolinen: Донское Donskoje (nicht mehr existent)
  - Karpowen: Некрасово Nekrassowo
  - Karschau, Kreis Bartenstein (Friedland): Киселёвка Kisseljowka
  - Karteningken: Собиново Sobinowo
  - Kaschelen: Кошелево Koschelewo
  - Kaschemeken (Kaszemeken): Белинское Belinskoje (nicht mehr existent)
  - Kaschen (1938–1946): Белинское Belinskoje (nicht mehr existent)
  - Kasenowsken: Еловое Jelowoje
  - Kaspershöfen: Дорожное Doroschnoje
  - Kasseln (1938–1946): Кошелево Koschelewo
  - Kassuben: Ильинское Iljinskoje
  - Katharinenhof: Южный Juschny (bis 1992: Jamskoje)
  - Kathrinlacken: Ново-Каменское Nowo-Kamenskoje
  - Kattenau: Заветы Sawety
  - Kattenhof (1938–1946): Волочаево Wolotschajewo
  - Kattlack: Подгорное Podgornoje
  - Katzkeim: Сторожевое Storoschewoje
  - Kaukehmen: Ясное Jasnoje
  - Kaukern: Загорьевка Sagorjewka
  - Kaveling: Сосновка Sosnowka
  - Kavern: Первомайское Perwomaiskoje (nicht mehr existent)
  - Kawernicken (1938–1946): Одеское Odesskoje, jetzt: Ольховка Olchowka
  - Kawerninken: Одеское Odesskoje, jetzt: Ольховка Olchowka
  - Kaydann: Бычково Bytschkowo
  - Kaymen: Заречье Saretschje
  - Keimkallen: Краснодонское Krasnodonskoje
  - Kekorischken: Окунёво Okunjowo
  - Kellen (1938–1946): Обручево Obrutschewo
  - Kellmen (1938–1946): Красный Бор Krasny Bor
  - Kellmienen, Kreis Darkehmen/Angerapp: Красный Бор Krasny Bor
  - Kellmienen, Kreis Niederung/Tilsit-Ragnit: Обручево Obrutschewo
  - Mühle Keppurren: Перелески Pereleski
  - Kerlaten (1938–1946): Салтыково Saltykowo
  - Kermuschienen (1936–1938): Порховское Porchowskoje
  - Kersten (1938–1946): Рябиновка Rjabinowka
  - Kerstupönen: Рбиновка Rjabinowka
  - Kerulaten: Салтыково Saltykowo
  - Kiaulkehmen: Дунаевка Dunajewka (nicht mehr existent)
  - Kiaunen: Ветряк Wetrjak
  - Kiauschälen: Красное Село Krasnoje Selo
  - Kiauschen: Лосево Lossewo
  - Kiauten, Kreis Fischhausen/Samland: Лужки Luschki
  - Kiauten, Kreis Goldap: Смирново Smirnowo
  - Kiehlendorf: Тихое Tichoje
  - Kiesdorf (1938–1946): Никитовка Nikitowka
  - Kieselkehmen: Константиновка Konstantinowka
  - Kieselkeim (1938–1946): Константиновка Konstantinowka
  - Kiesfelde (1938–1946): Весново Wesnowo
  - Kilgis: Красноармейское Krasnoarmeiskoje (bis 1992: Saretschje)
  - Kimschen: Забродино Sabrodino (Kaliningrad, Neman)
  - Kinderhausen (1938–1946): Детское Detskoje
  - Kinderweitschen: Детское Detskoje
  - Kindschen, Kirchspiel Ragnit: Искра Iskra
  - Kindschen, Kirchspiel Szillen: (nicht mehr existent)
  - Kingitten: Лиски Liski
  - Kipitten: Холмогорье Cholmogorje
  - Kirche Schaaken: Жемтчужное Schemtschuschnoje
  - Kirchengrund: Храброво Chrabrowo
  - Kirpehnen: Поваровка Powarowka
  - Kirschappen, Kreis Fischhausen/Samland: Дружба Druschba
  - Kirschappen, Kreis Königsberg/Samland: Придорожное Pridoroschnoje
  - Kirschkeim (1938–1946): Февральское Fewralskoje
  - Kirschnehnen: Василково Wassilkowo
  - Kissitten (bei Kreuzburg), Kreis Preußisch Eylau: Побережье Pobereschje (bis 1992: Grigorjewo)
  - Klapaten: Красное Село Krasnoje Selo
  - Klaussen: Дубровка Dubrowka
  - Klaussitten: Мичурино Mitschurino
  - Kleedorf (1938–1946): Собиново Sobinowo
  - Kleinau (1938–1946): Малая Петровка Malaja Petrowka [nicht mehr existent]
  - Kleinbachrode (1938–1946): Прохладное Prochladnoje
  - Klein Allendorf: (kein russischer Name bekannt)
  - Klein Bärwalde: Ивановка Iwanowka
  - Klein Baitschen: Подгоровка Podgorowka
  - Kleinbergental: Дубовское Dubowskoje
  - Kleinbeinuhnen (1938–1946): Ульяновское Uljanowskoje
  - Klein Beynuhnen: Ульяновское Uljanowskoje
  - Kleinbirkenhain (1938–1946): Алексеевка Alexejewka
  - Kleinblecken (1938–1946): Северный Sewerny
  - Klein Blumenau, Kreis Fischhausen/Samland: Кремнёво Kremnjowo
  - Klein Budlacken: Салтыково Saltykowo
  - Kleinburgsdorf (1938–1946): Берёзовка Berjosowka
  - Klein Datzen: Замостье Samostje
  - Klein Degesen: Выселки Wysselki
  - Klein Dexen: Фурманово Furmanowo
  - Klein Dirschkeim: Дворики Dworiki
  - Kleindomhardtfelde: Новая Жизнь Nowaja Schisn
  - Klein Drebnau: Молочное Molotschnoje
  - Kleindünen (1938–1946): Приваловка Priwalowka
  - Klein Dumbeln, Kreis Darkehmen: Карповка Karpowka
  - Klein Elxnupönen: Ближнее Blischneje
  - Kleinerlenfließ (1938–1946): Ближнее Blischneje
  - Klein Ernstburg: Ивановка Iwanowka
  - Klein Fließ: Изобильное Isobilnoje
  - Kleinfriedeck (1938–1946): Заозёрное Saosjornoje
  - Kleinfritzenau (1938–1946): Прудное Prudnoje
  - Kleingauden (1938–1946): Зарубино Sarubino
  - Klein Gaudischkehmen: Зарубино Sarubino
  - Klein Girratischken: Краснознаменское Krasnosnamenskoje
  - Klein Gnie: Мозырь Mosyr
  - Kleingrenzberg (1938–1946): (nicht mehr existent)
  - Kleinheidenstein (1938–1946): Хрустальное Chrustalnoje
  - Kleinhirschdorf (1938–1946): Ельниково Jelnikowo
  - Klein Hohenhagen: Озёрное Osjornoje
  - Klein Hoppenbruch: Ульяновка Uljanowka
  - Klein Hubnicken: Кленовое Klenowoje
  - Klein Ilmsdorf: Охотничье Ochotnitschje
  - Klein Kackschen: Алексеевка Alexejewka
  - Kleinkamanten (1938–1946): Себежское Sebeschskoje
  - Klein Kannapinnen: Северный Sewerny
  - Klein Karpau (1938–1946): Мальцево Malzewo
  - Klein Karpowen: Мальцево Malzewo
  - Klein Kirschnakeim: Февральское Fewralskoje
  - Klein Klitten: Сторожевое Storoschewoje
  - Klein Kolpacken: Прохладное Prochladnoje
  - Kleinkranichfelde (1938–1946): Карповка Karpowka
  - Klein Krauleiden: Хрустальное Chrustalnoje
  - Klein Krücken: Каменка Kamenka
  - Klein Kuhren: Филино Filino
  - Klein Labehnen: Сосновка Sosnowka
  - Klein Lauth: Сергеево Sergejewo
  - Kleinlenkenau (1938–1946): Кустово Kustowo
  - Klein Lenkeningken: Кустово Kustowo
  - KLeinlesgewangen (1938–1946): Забродино Sabrodino
  - Kleinlucken (1938–1946): Выселки Wysselki
  - Kleinmark (1938–1946): Красное Село Krasnoje Selo
  - Klein Neuhof-Ragnit: Акулово Akulowo
  - Klein Niebudschen: Зелёная Долина Seljonaja Dolina
  - Klein Niebudszen: Зелёная Долина Seljonaja Dolina
  - Kleinnorkitten (1938–1946): Шлюзное Schljusnoje
  - Klein Nuhr: Суходолье Suchodolje
  - Klein Obscherningken: Чистополье Tschistopolje (nicht mehr existent)
  - Klein Park: Луговое Lugowoje
  - Klein Pentlack: Сергеевка Sergejewka
  - Klein Polleiken (1938–1946): Новое Нилово (nicht mehr existent)
  - Klein Polleyken: Новое Нилово [nicht mehr existent]
  - Klein Pothlack: Раздолье Rasdolje
  - Kleinpreußenbruch (1938–1946): Столбовое Stolbowoje
  - Kleinpronitten (1938–1946): Овражье Owraschje
  - Klein Pruszillen/Pruschillen: Столбовое Stolbowoje
  - Kleinruden (1938–1946): Абрамово Abramowo
  - Klein Rudminnen: Абрамово Abramowo
  - Klein Sausgarten: Большое Озёрное Bolschoje Osjornoje
  - Kleinsausreppen (1938–1946): Пески Peski
  - Kleinschanzkrug (1938–1946): Февральское Fewralskoje
  - Klein Schillehlen: Калачеево Kalatschejewo
  - Kleinschollen (1938–1946): Калачеево Kalatschejewo
  - Klein Schönau: Октябрьское Oktjabrskoje
  - Kleinsommershöfen (1938–1946): Московское Moskowskoje
  - Klein Sporwitten: Восточное Wostotschnoje (nicht mehr existent)
  - Klein Steindorf: Красный Бор Krasny Bor
  - Klein Tarpupönen: Раздольное Rasdolnoje
  - Kleinwalde (1938–1946): Чистополье Tschistopolje (nicht mehr existent)
  - Klein Waldeck: Новосёлки Nowosjolki (Kaliningrad, Bagrationowsk)
  - Klein Wickbold: Малое Отважное Maloje Otwaschnoje
  - Kleschauen (1938–1946): Кутузово Kutusowo
  - Kleschowen (Kleszowen): Кутузово Kutusowo
  - Kletellen: Урожайное Uroschainoje
  - Klimmen (1938–1946): Малая Дубровка Malaja Dubrowka (nicht mehr existent)
  - Klinthenen: Знаменка Snamenka
  - Klinthenen, Forsthaus: Лесково Leskowo (nicht mehr existent)
  - Klonofken: Панфилово Panfilowo
  - Kloschenen: Лукино Lukino
  - Klycken: Клюквенное Kljukwennoje
  - Knäblacken: Междулесье Meschdulessje
  - Knauten: Прудки Prudki
  - Kniepitten: Берёзовка Berjosowka
  - Knöppelsdorf: Рассвет Rasswet
  - Kobbelbude, Kreis Fischhausen/Samland: Боброво Bobrowo
  - Kobbelbude, Kreis Königsberg/Samland: Светлое Swetloje
  - Kögsten: Новинки Nowinki
  - Köllmisch Damerau: Ольховка Olchowka
  - Königlich Damerau: Ольховка Olchowka
  - Königsberg: Калининград Kaliningrad
  - Königsfelde: Ново-Славянское Nowo-Slawjanskoje
  - Königsgarten (1938–1946): Шматовка Schmatowka
  - Königshuld, Kreis Pillkallen: Полянское Poljanskoje
  - Königshuld I, Kreis Ragnit: Вышкино Wyschkino (nicht mehr existent)
  - Königshuld II, Kreis Ragnit: Боброво Bobrowo
  - Königskirch (1938–1946): Канаш Kanasch
  - Königstann: Сельцы Selzy (nicht mehr existent)
  - Konitten: Осиновка Ossinowka
  - Köthen (Ostpreußen): Солдатово Soldatowo (nicht mehr existent)
  - Koggen: Нагорное Nagornoje
  - Kohlischken: Вершинино Werschinino
  - Kollatischken: Ивашкино Iwaschkino
  - Kompehnen: Нивы Niwy
  - [Kondehnen, Kreis Fischhausen/Samland]: Славянское Slawjanskoje [nicht mehr existent]
  - Kondehnen, Kreis Königsberg/Samland: Аистово Aistowo
  - Konradshof (1938–1946): Нагорное Nagornoje
  - Konradshorst: Георгиевское Georgijewskoje
  - Konradswalde, Kreis Königsberg/Samland: Константиновка Konstantinowka
  - Kopainen: Большедорожное Bolschedoroschnoje (bis 1992: Гоголево Gogolewo)
  - Korben: Краснофлотское Krasnoflotskoje
  - Korehlen: Советское Sowetskoje
  - Korjeiten: Путилово Putilowo
  - Kornfelde, Kreis Labiau (1938–1946): Каштаново Kaschtanowo
  - Kornfelde, Kreis Stallupönen/Ebenrode (1936–1946): Васильково Wassilkowo (nicht mehr existent)
  - Kornhöfen (1938–1946): Виноградное Winogradnoje
  - Korniten: Люблино Ljublino
  - Korreynen: Дубрава Dubrawa
  - Korschellen: Мичурино Mitschurino
  - Korschenruh: Ладыгино Ladygino
  - Kortmedien: Костромино Kostromino
  - Korwingen: Ольховое Olchowoje
  - Korwlack: Рябинино Rjabinino
  - Kowarren: Заозёрное Saosjornoje
  - Kraam: Грачёвка Gratschowka
  - Kragau: Прохладное Prochladnoje
  - Kragelingen (1938–1946): Ливенское Liwenskoje
  - Kragelischken: Ливенское Liwenskoje
  - Krakau, Kreis Labiau: Красный Бор Krasny Bor
  - Krammsdorf (1938–1946): Костино Kostino
  - Kranichfelde (1938–1946): Кузьмино Kusmino
  - Krattlau: Сычёво Sytschowo
  - Krauleidszen/Krauleidschen: Колхозное Kolchosnoje
  - Kraupischken: Ульяново Uljanowo
  - Krausenwalde: Ясное Поле Jasnoje Pole
  - Kraussen: Борисово Borissowo
  - Krebschen: Покровское Pokrowskoje (Kaliningrad, Tschernjachowsk)
  - Kremitten, Kreis Wehlau: Лозовое Losowoje
  - Kreuzburg: Славское Slawskoje
  - Kreuzhausen (1938–1946): Садовое Sadowoje
  - Kreuzingen (1938–1945): Большаково Bolschakowo
  - Kropiens: Гаево Gajewo
  - Krücken: Каменка Kamenka
  - Krug Lauth: Малое Исаково Maloje Issakowo
  - Krügerwalde Раздолье Rasdolje
  - Krumteich: Зеленополье Selenopolje
  - Kruschinnen: Крушинино Kruschinino
  - Kubbeln: Поддубы Podduby
  - Kubillehlen: Кузьмино Kusmino (nicht mehr existent)
  - Kuckerneese (1938–1945): Ясное Jasnoje
  - Kuggen: Первомайское Perwomaiskoje
  - Kuglack: Ясеньское Jassenskoje
  - Kuglacken: Кудрявчево Kudrjawzewo
  - Kuikeim: Баевка Bajewka
  - Kukehnen (Kr. Friedland/Bartenstein): Ладожсҝое Ladoschskoje
  - Kukehnen (Kr. Heiligenbeil): Ладожское Ladoschskoje
  - Kulligkehmen: Липово Lipowo
  - Kumehnen: Кумачёво Kumatschowo
  - Kukers: Междулесье Meschdulessje
  - Kundszicken (Kundschicken): Шишково Schischkowo (nicht mehr existent)
  - Kunigehlen: Отрадное Otradnoje
  - Kunzen: Красноречье Krasnoretschje (nicht mehr existent)
  - Kurische Nehrung: Куршская коса (Kurschskaja kossa)
  - Kurisches Haff: Куршский залив (Kurschski saliw)
  - Kurkenfeld: Аблучье Ablutschje
  - Kurland: Васильевка Wassiljewka (nicht mehr existent)
  - Kurnehnen: Кругловка Kruglowka
  - Kurnen (1938–1946): Кругловка Kruglowka
  - Kurschen, Kreis Darkehmen/Angerapp: Кузьмино Kusmino
  - Kurschen, Kreis Ragnit/Tilsit-Ragnit: Ракитино Rakitino
  - Kussen: Весново Wesnowo
  - Kutkehmen: Ушаково Uschakowo
  - Kutschitten: Знаменское Snamenskoje
  - Kuttenhöh (1938–1946): Сосняки Sosnjaki (nicht mehr existent)
  - Kuxtern: Курган Kurgan

### L
- - Labagienen: Заливино Saliwino
  - Labiau: Полесск Polessk
  - Lablacken: Никитовка Nikitowka
  - Lampasch: Надеждино Nadeschdino
  - Landwehr (1938–1946): Нагорное Nagornoje
  - Langendorf, Kreis Königsberg/Samland: Моргуново Morgunowo
  - Langendorf, Kreis Wehlau: Сокольники Sokolniki
  - Langenfelde (1938–1946): Белкино Belkino
  - Langenweiler (1938–1946): Ивашкино Iwaschkino
  - Langhöfel: Грибки Gribki
  - Lank: Ильичёвка Iljitschjowka
  - Försterei Lappienen: Обручево Obrutschewo
  - Lapsau: Заозёрье Saosjorje
  - Laptau: Муромсқое Muromskoje
  - Laschnicken: Державино Derschawino
  - Lasdehnen: Красознаменск Krasnosnamensk
  - Lasdinehlen, Kreis Gumbinnen: untergegangener Ort im Rajon Gussew
  - Lasdinehlen, Kreis Pillkallen: Мичурино Mitschurino
  - Lauck: Мушкино Muschkino
  - Laukandten: Пелевино Pelewino
  - Laukischken: Саранское Saranskoje
  - Laukitten: Большедорожное Bolschedoroschnoje
  - Lauknen: Громово Gromowo
  - Laukupönen: Черняхово Tschernjachowo
  - Lauth: Большое Исаково Bolschoje Issakowo
  - Lautkeim: Тростники Trostniki
  - Lawdt: Невское Newskoje
  - Lawischken: Петровское Petrowskoje
  - Lawo: Крупино Krupino
  - Leegen: Знаменка Snamenka
  - Legden: Доброе Dobroje
  - Legehnen, Kreis Fischhausen/Samland: Поповка Popowka (nicht mehr existent)
  - Legehnen, Kreis Labiau: Барсуковка Barsukowka
  - Legen (1938–1946): Жигулёво Schiguljowo (nicht mehr existent)
  - Legitten: Победино Pobedino
  - Legnitten: Пролетарское Proletarskoje
  - Leidtkeim: Бољшаковское Bolschakowskoje
  - Leipeningken: Доваторовка Dowatorowka
  - Leißen: Долгоруково Dolgorukowo
  - Leißienen: Родники Rodniki
  - Leisuhnen (1938–1945): Щукино Schtschukino
  - Lengen, Kreis Stallupönen/Ebenrode: Заречное Saretschnoje
  - Lengwethen: Лунино Lunino
  - Lenken, Kreis Ragnit/Tilsit-Ragnit: Лагерное Lagernoje
  - Lenkimmen: Липки Lipki
  - Lenkonischken: Лукьяново Lukjanowo
  - Lenkutschen: Капустино Kapustino
  - Leputschen: Лермонтово Lermontowo (nicht mehr existent)
  - Lesgewangen (1938–1946): Забродино Sabrodino
  - Lesgewangminnen: Забродино Sabrodino
  - Lethenen: Урожайное Uroschainoje
  - Lewitten: Солдатское Soldatskoje
  - Leysuhnen: Щукино Schtschukino
  - Lichtenfelde: Свободное Swobodnoje
  - Lichtenhagen: Яблоневка Jablonewka
  - Liebenfelde (1938–1945): Залесье Salessje
  - Liedemeiten: Охотное Ochotnoje
  - Liepnicken: Заречное Saretschnoje (bis 1992: Ostrownoje)
  - Lieskendorf: Лискино Liskino
  - Lindbach (1938–1946): Абрамово Abramowo
  - Linde: Михайловка Michailowka
  - Lindenberg, Kreis Insterburg: Заозёрное Saosjornoje (nicht mehr existent)
  - Lindenbruch (1938–1946): Пушкино Puschkino
  - Lindendorf: Ягодное Jagodnoje
  - Lindengarten (1938–1946): Петропавловское Petropawlowskoje
  - Lindenhaus (1938–1946): Болотниково Bolotnikowo
  - Lindenhorst, Kreis Labiau (1938–1946): Зеленово Selenowo
  - Lindenhaus (1938–1946): Болотниково Bolotnikowo
  - Lindenhof (Sägewerk): Казачье Kasatschje
  - Lindental, Kreis Niederung/Elchniederung (1931–1946): Пригородное Prigorodnoje
  - Lindicken, Kreis Insterburg: Красное Krasnoje
  - Lindicken, Kreis Ragnit: Каштановка Kaschtanowka
  - Linkau: Тихореченское Tichoretschenskoje
  - Linkehnen: Весёлый Wessjoly
  - Linken: Кошевое Koschewoje
  - Linkischken: Свердлово Swerdlowo
  - Lischau (1938–1946): Вишнёвка Wischnjowka
  - Lisettenfeld: Кошевое Koschewoje
  - Liska-Schaaken: Некрасово Nekrassowo
  - Lixeiden: Обухово Obuchowo
  - Lobellen: Тушино Tuschino
  - Lobitten: Луговское Lugowskoje
  - Lochstädt: Павлово Pawlowo (nicht mehr existent)
  - Löffkeshof (1938–1946): Охотничье Ochotnitschje (nicht mehr existent)
  - Löbegallen: Толстово Tolstowo
  - Löbenau (1938–1946): Толстово Tolstowo
  - Lönhöfen: Ясное Jasnoje
  - Lönkendorf: Прудки Prudki (nicht mehr existent)
  - Löwenhagen: Комсомольск Komsomolsk
  - Lokehnen: Яблочкино Jablotschkino
  - Loken (1938–1946): Стрельцово Strelzowo (nicht mehr existent)
  - Lopsienen: Рогачово Rogatschowo
  - Loschen: Лаврово Lawrowo
  - Louisenfelde: Разино Rasino
  - Louisenhof, Kreis Heiligenbeil: Вороново Woronowo
  - Louisenhof, Ksp. Tharau, Kreis Preußisch Eylau: Пензовка Pensowka
  - Louisenthal, Kreis Preußisch Eylau: Бруски Bruski
  - Loyken: Стрельцово Strelzowo (nicht mehr existent)
  - Lubenwalde (1938–1946): Илловайское Illowaiskoje
  - Lubinehlen: Илловайское Illowaiskoje
  - Lucknojen: Заповедники Sapowedniki
  - Ludendorff: (nicht mehr existent)
  - Ludwigsfelde: Серёгино Serjogino
  - Ludwigsort: Ладушкин Laduschkin
  - Ludwigswalde: Лесное Lesnoje
  - Lugowen: Чайковское Tschaikowskoje
  - Luisenberg (1938–1946): Зелёный Бор Seljony Bor
  - Luschen: Фурманово Furmanowo
  - Luschninken: Полевой Polewoi
  - Luttken, Kreis Niederung/Elchniederung: Московское Moskowskoje
  - Lyszeiten/Lyscheiten: Вишнёвка Wischnjowka

### M
- - Magotten: Речное Retschnoje
  - Mahnsfeld: Полевое Polewoje
  - Makunischken: Токаревка Tokarewka
  - Maldaiten: Фёдорово Fjodorowo
  - Maleiken (1938–1946): Нелидово Nelidowo
  - Maleyken: Нелидово Nelidowo
  - Mallenuppen: Задорожье Sadoroschje
  - Mallwen (1938–1946): Майское Maiskoje
  - Mallwischken: Майское Maiskoje
  - Mandtkeim: Майский Maiski
  - Mangarben: Привалово Priwalowo
  - Maraunen, Kreis Heiligenbeil: Михайловское Michailowskoje
  - Marienberg: Петровка Petrowka
  - Marienhagen: Семёново Semjonowo
  - Marienhöh: Северный Sewerny
  - Marienhof, Kreis Labiau: (nicht mehr existent)
  - Markehnen: Красновка Krasnowka
  - Markthausen (1938–1946): Высокое Wyssokoje
  - Marscheiten: Марьинское Marjinskoje
  - Marschenen: Волочаевское Wolotschajewskoje
  - Martingen (1938–1946): Жарово Scharowo
  - Martingken: Жарово Scharowo
  - Martinshof (1938–1946): Красногорское Krasnogorskoje
  - Martischen: Красногорское Krasnogorskoje
  - Maßwillen: Аксаково Aksakowo
  - Matheningken: Угрюмово Ugrjumowo
  - Matten (1938–1946): Рыбалково Rybalkowo (nicht mehr existent)
  - Mattenau (1938–1946): Угрюмово Ugrjumowo
  - Matternischken: Рыбалково Rybalkowo (nicht mehr xistent)
  - Mattischkehmen: Совхосное Sowchosnoje
  - Matzhausen (1938–1946): Речица (nicht mehr existent)
  - Matzkahlen: Богатово Bogatowo (nicht mehr existent)
  - Matzutkehmen (Kreis Goldap): (nicht mehr existent)
  - Matzutkehmen (Kreis Gumbinnen): Речица (nicht mehr existent)
  - Mauern (1938–1946): Ломоносовка Lomonossowka
  - Mecken: Свободное Swobodnoje (nicht mehr existent)
  - Medenau: Логвино Logwino
  - Mednicken: Дружное Druschnoje
  - Medukallen, Ksp. Grünheide, Kreis Insterburg (1938–1946 Honigberg): Вишнёвое Wischnjowoje
  - Medukallen, Ksp. Pelleningken, Kreis Insterburg (1938–1946 Rehwiese): Вязовка Wjasowka (nicht mehr existent)
  - Mehlauken: Залесье Salessje
  - Mehlkehmen: Калинино Kalinino
  - Meißnershof (1938–1946): Февральское Fewralskoje
  - Meißnersrode (1938–1946): Илловайское Illowaiskoje
  - Meisterfelde: Заречье Saretschje
  - Melonkeim: Боровое Borowoje
  - Memel (Fluss): Неман Neman
  - Memelwalde (1938–1946): Зеленодолье Selenodolje
  - Menken (1938–1946): Демидовка Demidowka
  - Menkimmen: Демидовка Demidowka
  - Mertensdorf: Тёмкино Tjomkino
  - Meschenhof (1938–1946): Гривино Griwino
  - Meschken: Гривино Griwino
  - Metgethen: (Посёлок) имени Александра Космодемьянского Alexander-Kosmodemjanski-Siedlung
  - Mettkeim: Новгородское Nowgorodskoje
  - Meyerhof: Ломоносовка Lomonossowka
  - Meyken: Майское Maiskoje
  - Michelau: Каменка Kamenka
  - Michelfelde (1938–1946): Новинки Nowinki
  - Milchbude, Kreis Darkehmen (Angerapp): Лесничье Lesnitschje
  - Milluhnen: Илюшино Iljuschino
  - Minchenwalde: Зеленово Selenowo
  - Mittenwalde (1928–1946): Родниково Rodnikowo
  - Moddien: Некрасово Nekrassowo
  - Möwenort (1938–1946): Разино Rasino
  - Mollehnen: Каштановка Kaschtanowka
  - Molsehnen: Космодемьянское Kosmodemjanskoje
  - Moorbude (1938–1946): Мишкино Mischkino
  - Moorhof, Kreis Gumbinnen (1938–1946): Заречье Saretschje
  - Moritten, Kreis Labiau: Сибирское Sibirskoje
  - Moritten, Kreis Preußisch Eylau: Октябрское Oktjabrskoje
  - Mostitten: Островское Ostrowskoje
  - Moterau: Забарье Sabarje
  - Motzfelde (1938–1946): Островное Ostrownoje
  - Motzwethen: Островное Ostrownoje
  - Moulienen: Михайловка Michailowka
  - Moulinen (1938–1946): Михайловка Michailowka
  - Mühlengarten (1938–1946): Илюшино Iljuschino
  - Mühlenhöh (1938–1946): Бобры Bobry
  - Mühlenhöhe (1938–1946): Полтавское Poltawskoje
  - Mühlhausen, Kreis Preußisch Eylau: Гвардейское Gwardeiskoje
  - Mühling: Холмогорье Cholmogorje
  - Mükühnen: Московское Moskowskoje, früher: Некрасово (Nekrassowo)
  - Müllershorst: Красный Бор Krasny Bor
  - Mülsen: Холмы Cholmy
  - Mulden (1938–1946): Перевалово Perewalowo
  - Muldenwiese (1938–1946): Медведевка Medwedewka
  - [Muldschählen/Muldszählen]: [nicht mehr existent]
  - Muldschehlen/Muldszehlen: Медведевка Medwedewka
  - Muldschen/Muldszen: Перевалово Perewalowo
  - Mulk: Северный Sewerny
  - Murgischken: Мелниково Melnikowo

### N
- - Nadrau, Kreis Fischhausen/Samland: Низовка Nisowka
  - Nassawen: Лесистое Lessistoje
  - Naudwarrischken: Чистополье Tschistopolje
  - Naujeningken, Kreis Ragnit: Москвино Moskwino, jetzt: Маломожайское Malomoschaiskoje
  - Naukritten: Алёхино Aljochino
  - Naunienen: Березовка Berjosowka
  - Nausseden, Kreis Heiligenbeil: nicht mehr existent
  - Nausseden, Kreis Insterburg: nicht mehr existent
  - Nausseden, Kreis Niederung/Elchniederung: Приваловка Priwalowka
  - Nausseden, Kreis Stallupönen/Ebenrode: nicht mehr existent
  - Nautzau: Коврово Kowrowo
  - Nautzken: Добрино Dobrino
  - Nemmersdorf: Маяковское Majakowskoje
  - Nemonien: Головкино Golowkino
  - Nendrinn: Ивановка Iwanowka
  - Nesselbeck: Орловка Orlowka
  - Nettienen: Красная Горка Krasnaja Gorka
  - Nettschunen, Kreis Ragnit: Тушино Tuschino
  - Neu Bärwalde: Ивановка Iwanowka
  - Neucken: Дубки Dubki
  - Neudamm (Dorf): Васильково Wassilkowo
  - Neudamm (Gut): Малое Васильково Maloje Wassilkowo
  - Neu Domharthenen: Новая Жизнь Nowaja Schisn
  - Neu Droosden: Придорожное Pridoroschnoje
  - Neu Eggleningken: Петропавловское Petropawlowskoje
  - Neuendorf, Kreis Fischhausen: Дивное Diwnoje
  - Neuendorf, Kreis Gerdauen: Новосёлки Nowosjolki
  - Neuendorf, Kreis Insterburg: Загородное Sagorodnoje
  - Neuendorf, Kreis Königsberg: Узловое Uslowoje
  - Neuendorf, Kreis Wehlau: Кругловка Kruglowka
  - Neuenrode (1938–1946): Заповедники Sapowedniki
  - Neuhausen: Гурьевск Gurjewsk
  - Neuhöhe, Kreis Gerdauen: Васильевка Wassiljewka
  - Neuhof, Kreis Gerdauen: Совхосное Sowchosnoje
  - Neuhof-Ragnit: Котельниково Kotelnikowo
  - Neuhof-Reatischken: Аисты Aisty
  - Neu Kattenau: Нежинское Neschinskoje
  - Neu Katzkeim: Баркасово Barkassowo
  - Neukirch: Тимирязево Timirjasewo
  - Neu Kirschnabeck: Ельниково Jelnikowo
  - Neu Krauleidschen: Тимофеево Timofejewo
  - Neu Krauleidszen: Тимофеево Timofejewo
  - Neukuhren: Пионерский Pionerski
  - Neu Lappienen: Малые Бережки Malyje Bereschki
  - Neu Lappönen: Озёрное Osjornoje
  - Neulepkau (1938–1946): Орехово Orechowo
  - Neu Löbkojen: Орехово Orechowo
  - Neu Lubönen: Зеленодолье Selenodolje
  - Neumühl, Kreis Wehlau: Костромино Kostromino
  - Neunischken: Привольное Priwolnoje
  - Neunassau (1938–1947): Привольное Priwolnoje
  - Neu Park: Майково Maikowo
  - Neupassau (1938–1946): Михайлово Michailowo
  - Neu Pillkallen: Мошенское Moschenskoje
  - Neu Posmahlen: Северяанка Sewerjanka
  - Neu Rudszen/Neu Rudschen: Полтавское Poltawskoje
  - Neusaß I, Neusaß II: Грачёво Gratschowo
  - Neusasserei (I und II): Грачёво Gratschowo
  - Neu Sauskoyen: Россошанка Rossoschanka
  - Neusauswalde (1938–1946): Россошанка Rossoschanka
  - Neu Schnakeinen: Побережье Pobereschje
  - Neusiedel (1938–1946): Москвино Moskwino, jetzt: Маломожайское Malomoschaiskoje
  - Neu Skardupönen: Пугачёво Pugatschowo
  - Neusobrost (1938–1946): Кочкино Kotschkino
  - Neu Sollau: Залесье Salessje
  - Neu Trakehnen (1928–1946): Фурмановка Furmanowka
  - Neu Waldeck: Каштаново Kaschtanowo
  - Neuweide (1928–1946): Дятлово Djatlowo
  - Neu Weynothen: Исток Istok
  - Neuwiese (1929–1945): Новосельское Nowoselskoje
  - Neu Wingeruppen: Дятлово Djatlowo
  - Newecken: Тимирязево Timirjasewo
  - Nickelsdorf, Kreis Königsberg/Samland: Овражное Owraschnoje
  - Niebudszen/Niebudschen: Красногорское Krasnogorskoje
  - Nodems: Окунёво Okunjowo [nicht mehr existent]
  - Nöttnicken: Прислово Prislowo
  - Nonnenhausen: Михайловское Michailowskoje
  - Nordenburg: Крылово Krylowo
  - Nordenthal, Kreis Gerdauen: Некрасовка Nekrassowka
  - Norgau: Медведево Medwedewo
  - Norgehnen, Kreis Fischhausen/Samland (1938–1946: Schugsten): Шатрово Schatrowo
  - Norgehnen Kreis Königsberg/Samland: Стрельцово Strelzowo
  - Norkitten: Междуречье Meschduretschje
  - Norkitten, Bahnhof: Междуречье (Железнодорожная станция) Meschduretschje (Schelesnodoroschnaja stanzija)
  - Nortycken: Горбатовка Gorbatowka
  - Norwilkischken: Становое Stanowoje
  - Nuskern: Безымянка Besymjanka

### O
- - Obehlischken: Зеленцово Selenzowo
  - Ober Alkehnen: Морозовка Morosowka
  - Ober Blankenau: Черкасово Tscherkassowo
  - Ober Ecker: Поречье Poretschje
  - Ober Eißeln: Горино Gorino
  - Obereißeln (1938–1946): Горино Gorino
  - Oberndorf (1938–1946): Линёво Linjowo
  - Oberschwalben (1938–1946): Лермонтово Lermontowo (nicht mehr existent)
  - Obrotten: Ольшанка Olschanka
  - Obscherninken, bis 1936 Obszerninken, Kreis Labiau (nicht mehr existent)
  - Obscherninken, bis 1936: Obszerninken, Kreis Wehlau: Партизанское Partisanskoje
  - Oettingen (1938–1946): Сосновка Sosnowka
  - Ohldorf (1938–1946): Липово Lipowo
  - Oscheningken (Oszeningken), Kreis Goldap: Карпинское Karpinskoje
  - Oschern (1938–1946): Короленково Korolenkowo
  - Oschkin: Короленково Korolenkowo
  - Ossafelde (1938–1946): Победино Pobedino
  - Ostdorf (1938–1946): Самарское Samarskoje (nicht mehr existent)
  - Ostfurt (1938–1946): Заречное Saretschnoje
  - Ostmoor (1938–1946): Слободское Slobodskoje, jetzt: Маломожайское Malomoschaiskoje
  - Oswald (1938–1946): Тумановка Tumanowka
  - Otterwangen (1938–1946): Извилино Iswilino
  - Ottoberg: Нечаево Netschajewo

### P
- - Paballen, 1938–1946 Werfen: Вишнёвое Wischnjowoje
  - Pabbeln, Kreis Goldap: Карамышево Karamyschewo
  - Pabbeln, Kreis Gumbinnen: Северское Sewerskoje
  - Pabbeln, Kreis Insterburg: Сенцово Senzowo
  - Pabuduppen: Крайнее Kraineje
  - Packallnischken: Ясное Поле Jasnoje Pole
  - Packerau, Kreis Heiligenbeil: Ясное Jasnoje
  - Packerau, Kreis Preußisch Eylau: Майское Maiskoje
  - Pagelienen: Перелесное Perelesnoje
  - Palen (1938–1946): Дубравино Dubrawino
  - Palentienen: Дубравино Dubrawino
  - Palmburg: Прибрежное Pribreschnoje
  - Palmnicken: Янтарный Jantarny
  - Palpasch: Песочное Pessotschnoje
  - Panjes: Осокино Ossokino
  - Panzerfelde (1938–1946): Октябьрское Oktjabrskoje
  - Panzerlauken: Октябрьское Oktjabrskoje
  - Panzhof: Муратово Muratowo
  - Paplauken: Тимирязево Timirjasewo
  - Paradefeld (1938–1946): Трёхдворка Trjochdworka
  - Paradeningken: Трёхдворка Trjochdworka
  - Pareyken, Kreis Labiau: Зелёное Seljonoje
  - Pareyken, Kreis Wehlau: Болшие Топки Bolschije Topki (nicht mehr existent)
  - Parnehnen: Красный Яр Krasny Jar
  - Partheinen: Московское Moskowskoje
  - Partsch: Холмогорье Cholmogorje
  - Parwen (1938–1946): Пески Peski
  - Parwischken: Пески Peski
  - Paschwentschen: Дальнее Dalneje
  - Paskalwen: Дубки Dubki
  - Patersort Береговое Beregowoje
  - Paterswalde Большая Поляна Bolschaja Poljana
  - Patilszen/Patilschen, Kreis Labiau: Оружейное Oruscheinoje (nicht mehr existent)
  - Patilszen/Insterwalde, Kreis Pillkallen/Schloßberg: Отрадное Otradnoje (nicht mehr existent)
  - Patilszen/Patilschen, Kreis Tilsit-Ragnit: Кошелево Koschelewo
  - Patranken: Октябрьское Oktjabrskoje, bis 1992: Красноармейское (Krasnoarmeiskoje)
  - Peißnick: Холмогорье Cholmogorje
  - Pelkeninken: Кабаново Kabnowo
  - Pellau (1938–1946): Шилово Schilowo
  - Pellehnen: Жданки Schdanki
  - Pelleningken: Загорское Sagorskoje
  - Pelludschen (Pelludszen): Шилово Schilowo
  - Penken: Подгорное Podgornoje
  - Pentlack: Каменка Kamenka
  - Perdollen: Петино Petino
  - Peremtienen: Красный Бор Krasny Bor
  - Perkappen, Kreis Friedland/Bartenstein: Нагорное Nagornoje
  - Perkappen, Kreis Labiau: Полтавское Poltawskoje
  - Perkuiken, Kreis Preußisch Eylau: Берёзовка Berjosowka
  - Perkuiken, Kreis Wehlau: Нахимово Nachimowo
  - Permauern: Ломоносовка Lomonossowka
  - Perpolken: Белово Belowo
  - Perwilten: Горьковский Gorkowski
  - Perwissau: Рожково Roschkowo
  - Petersdorf, Kreis Wehlau: Куйбышевское Kuibyschewskoje
  - Peterstal (1938–1946): Шиповниково Schipownikowo
  - Petrikatschen: Пригородное Prigorodnoje
  - Petruschkehmen: Берёзовка Berjosowka
  - Petzingken, Ksp. Pillkallen: Псковское Pskowskoje
  - Petzingken, Ksp. Schirwindt/Groß Warningken (nicht mehr existent)
  - Peyse: Светлый Swetly
  - Pfalzrode (1938–1946): Карпинское Karpinskoje
  - Philippsthal: Филипповка Filippowka
  - Piaten: Междуречье Meschduretschje (nicht mehr eixtsent)
  - Pieskeim: Берёзовка Berjosowka
  - Pilgrim: Солдатское Soldatskoje
  - Pillau: Балтийск Baltijsk
  - Pillkallen (Pilkallen), Kreis Darkehmen (Angerapp): Мошенское Moschenskoje
  - Pillkallen, Kreis Pillkallen: Доброволск Dobrowolsk
  - Pillkallen, Kreis Gumbinnen: Толстово Tolstowo
  - Pillkoppen: Морское Morskoje
  - Pillupönen, Kreis Insterburg: Сосняки Sosnjaki (nicht mehr existent)
  - Pillupönen, Kreis Stallupönen: Невское Newskoje
  - Pilzen: Дубровка Dubrowka
  - Pinnau: Зеленово Selenowo
  - Piontken: Казачье Kasatschje
  - Plagbuden: Узловое Uslowoje (nicht mehr existent)
  - Plattnischken (bis 1928): Боровое Borowoje
  - Plattupönen: Искрово Iskrowo
  - Plauen: Федотово Fedotowo
  - Plauendorf (1938–1946): Плавни Plawni
  - Plaustendorf, Kreis Friedland/Bartenstein: Бережки Bereschki
  - Plautwehnen: Ракитное Rakitnoje
  - Plawischken: Плавни Plawni
  - Pleinlauken, Kreis Insterburg: Низменное Nismennoje
  - Pleinlauken, Kreis Tilsit-Ragnit: (nicht mehr existent)
  - Plenitten: Островское Ostrowskoje
  - Plibischken: Глушково Gluschkowo
  - Plickau (1938–1946): Шевцово Schewzowo
  - Plikow: Шевцово Schewzowo
  - Plinken: Лесенково Lessenkowo
  - Plompen: Раевское Rajewskoje
  - Plonszöwen: Папоротное Paporotnoje
  - Plössen: Приволное Priwolnoje
  - Plöstwehnen: Иркутское Irkutskoje
  - Pluttwinnen: Вершинино Werschinino
  - Pobethen: Романово Romanowo
  - Podewitten: Малиновка Malinowka
  - Podollen: Лозовое Losowoje
  - Podschohnen (Podszohnen): Панфилово Panfilowo (nicht mehr existent)
  - Poduhren: Ореховка Orechowka
  - Pöhlen: Верное Wernoje
  - Pörschken: Ново-Московское Nowo-Moskowskoje
  - Pötkallen: Калачеево Kalatschejewo
  - Pötken (1938–1946): Калачеево Kalatschejewo
  - Pötschkehmen: Краснополье Krasnopolje
  - Pötschwalde (1934–1946): Краснополье Krasnopolje
  - Pogauen: Высокое Wyssokoje
  - Poggenpfuhl: Менделеево Mendelejewo
  - (Königlich) Pogrimmen: Псковское Pskowskoje
  - Pohiebels, Kreis Friedland/Bartenstein: (nicht mehr existent)
  - (Adlig) Pohren: Раздольное Rasdolnoje
  - (Königlich, auch Köllmisch) Pohren: (nicht mehr existent)
  - Pojerstieten bei Kumehnen, Kreis Fischhausen: Kolodzy (nicht mehr existent)
  - Pojerstieten bei Wargen, Kreis Fischhausen: Kulikowo
  - Pokalkstein: Богатое Bogatoje
  - Pokraken: Ленинское Leninskoje
  - Polennen: Круглово Kruglowo
  - Polenzhof: Поречье Poretschje
  - Polleiken (1938–1946): Нилово Nilowo
  - Polleyken: Нилово Nilowo
  - Polnisch Bahnau (bis 1920): Балийское Baltijskoje
  - Pompicken: Долгоруково Dolgorukowo
  - Ponarth: Димитрово Dimitrowo
  - Ponitt: Тургеневское Turgenewskoje
  - Popehnen: Звеньевое Swenjewoje
  - Popelken, Kreis Tilsit: (nicht mehr existent)
  - Popelken, Kreis Labiau: Высокое Wyssokoje
  - Poplitten: Ново-Московское Nowo-Moskowskoje
  - Popowken, Kreis Gerdauen: Кочкино Kotschkino
  - Poppendorf: Зорино Sorino
  - Porschkeim: Побережье Pobereschje (bis 1992: Sidorowo)
  - Posmahlen: Пушкино Puschkino
  - Posselau: Александровка Alexandrowka
  - Possindern: Рощино Roschtschino
  - Postehnen: Передовое Peredowoje
  - Pottlitten: Первомайское Perwomaiskoje
  - Powangen: Саранское Saranskoje
  - Powarben: Степное Stepnoje
  - (Adlig) Powayen, Kreis Fischhausen/Samland: Черепаново Tscherepanowo
  - Bahnhof Powayen, Kreis Fischhausen/Samland: Шиповка Schipowka
  - Powayen, Kreis Friedland/Bartenstein: (nicht mehr existent)
  - Powunden: Храброво Chrabrowo
  - Praddau: Солнечное Solnetschnoje
  - Prätlack: Крымское Krymskoje
  - Prappeln: Чапаево Tschapajewo
  - Praßfeld (1938–1946): Муравьёво Murawjowo
  - Praßlauken: Муравьёво Murawjowo
  - Pregel (Fluss): Преголя (Pregolja)
  - Pregelau: Ушаково Uschakowo
  - Pregelswalde, Kreis Königsberg/Samland: (nicht mehr existent)
  - Pregelswalde, Kreis Wehlau: Заречье Saretschje
  - Preußendorf (1935–1946): Брянское Brjanskoje
  - Preußenhof (1938–1946): Исток Istok
  - Preußisch Arnau: Родники Rodniki
  - Preußisch Bahnau: Зеленодольское Selenodolskoje
  - Preußisch Battau: Доброе Dobroje, seit 1993 in Swetlogorsk eingemeindet
  - Preußisch Eylau: Багратионовск Bagrationowsk
  - Preußischnassau (1938–1946): Новгородское Nowgorodskoje (nicht mehr existent)
  - Preußisch Thierau: Панфилово Panfilowo
  - Preußisch Wilten: Знаменское Snamenskoje
  - Progen: Поспелово Pospelowo (nicht mehr existent)
  - Pronitten: Славянское Slawjanskoje
  - Prosit: Желудёво Scheludjowo
  - Pruszischken: Брянское Brjanskoje
  - Purpesseln: Поддубы Podduby
  - Purwienen: Степное Stepnoje
  - Puschdorf: Пушкарёво Puschkarjowo
  - Puschkeiten: Сосновка Sosnowka
  - Puspern: Ломово Lomowo

### Q
- - Quednau: Северная Гора Sewernaja Gora
  - Quellental (1938–1946): Новославкино Nowoslawkino
  - Quellgründen (1938–1946): Жданки Schdanki
  - Quilitten: Жуковка Schukowka

### R
- - Rabeneck (1938–1946): Свердлово Swerdlowo
  - Radnicken: Родники Rodniki
  - Raging: Ключевое Kljutschewoje
  - Ragnit: Неман Neman (Ort)
  - Rambsen: Ключевое Kljutschewoje
  - Ramfelde (1938–1946): Задорожье Sadoroschje (nicht mehr existent)
  - Rammonischken: Лесково Leskowo
  - Ramoschkehmen: Задорожье Sadoroschje (nicht mehr existent)
  - Ramsen: Заречное Saretschnoje
  - Ranglack: Островское Ostrowskoje
  - Rantau: Заостровье Saostrowje
  - Rappeln: Ҏакитное Rakitnoje
  - Rathsgrenz: Григорьевка Grigorjewka
  - Rathswalde: Изобильное Isobilnoje
  - Rauben, Kreis Darkehmen (Angerapp): Рубиновка Rubinowka
  - Rauben, Kreis Insterburg: (nicht mehr existent)
  - Raudohnen (1936–1938): Волково Wolkowo
  - Raudonatschen: Волочаево Wolotschajewo
  - Raudschen (1936–1938): Рядино Rjadino
  - Raudszen: Рядино Rjadino
  - Raunen (1938–1946): Волково Wolkowo
  - Rauschen, Kreis Gerdauen: Чайкино Tschaikino
  - Rauschen, Kreis Königsberg (Fischhausen): Светлогорск Swetlogorsk
  - Rauschnick: Тимирязево Timirjasewo
  - Rautenberg: Узловое Uslowoje
  - Rautengrund (1938–1946): Рядино Rjadino
  - Rautersdorf (1938–1946): Малые Бережки Malyje Bereschki
  - Rauterskirch (1938–1946): Большие Бережки Bolschije Bereschki
  - Reckeln: Жигули Schiguli
  - Redden, Kreis Friedland/Bartenstein: Пограничное Pogranitschnoje
  - Redden, Kreis Wehlau: Речное Retschnoje
  - Regehnen: Дубровка Dubrowka
  - Rehfeld (1938–1946): Боровое Borowoje
  - Rehlen (1938–1946): Воротыновка Worotynowka
  - Rehwalde (1930–1946): Лосево Lossewo
  - Reichau: Черепаново Tscherepanowo
  - Reiken (1938–1946): Подсобный Podsobny
  - Reiterhof (1938–1946): Докучаево Dokutschajewo
  - Rensegut: Лосево Lossewo
  - Rentengut: Лосево Lossewo
  - Ribben (1938–1946): Уварово Uwarowo
  - Ribbenischken: Уварово Uwarowo
  - Richau: Тельманово Telmanowo
  - Richtfelde (1938–1946): Жаворонково Schaworonkowo
  - Rinau: Чайкино Tschaikino
  - Rinderort: Заливино Saliwino (nicht mehr existent)
  - Ringels: Искрово Iskrowo
  - Rippen: Совхозное Sowchosnoje
  - Robitten: Александровское Alexandrowskoje, 1945–1993: polnisch Robity (Górowo Iławeckie)
  - Roddau: Нахимово Nachimowo
  - Rodebach (1938–1946): Чкалово Tschkalowo
  - Rodenheim (1938–1946): Ветряк Wetrjak
  - Roditten: Нагорное Nagornoje
  - Rodmannshöfen: Калиновка Kalinowka
  - Rodungen (1938–1946): Шейкино Scheikino
  - Röden (1938–1946): Гаево [Gajewo] (nicht mehr existent)
  - Rödschen (Rödszen): Гаево [Gajewo] (nicht mehr existent)
  - Röseningken: Резниково Resnikowo
  - Rößningen (1938–1946): Резниково Resnikowo
  - Rogahnen: Дворки Dworki
  - Rogainen, Kreis Labiau: Зуевка Sujewka
  - Rohrmühle: Боровое Borowje
  - Roloffseck (1938–1946): Двинское Dwinskoje
  - Romau: Ровное Rownoje
  - Rominte (Fluss): Красная Krasnaja
  - Rominten (Ort): Краснолесье Krasnolessje
  - Rominter Heide: Красный Лес (Krasny Les)
  - Romitten: Славяновка Slawjanowka
  - Roppen: Широкополье Schirokopolje
  - Rosehnen: Прибой Priboi
  - Rosenberg, Kreis Gerdauen: Сопкино Sopkino
  - Rosenberg, Kreis Heiligenbeil: Краснофлотское Krasnoflotskoje
  - Rosenthal, Kreis Insterburg: Низменное Nismennoje
  - Rosignaiten: Откосово Otkossowo
  - Rositten: Богатово Bogatowo
  - Rosocken: Липовка Lipowka
  - Rossitten, Kreis Fischhausen: Рыбачий Rybatschi
  - Roßlinde (1938–1946): Кубановка Kubanowka
  - Roßthal: Круглое Krugloje
  - Rotenfeld (1938–1946): Петино Petino
  - Rothenen, Kreis Fischhausen/Samland: Ракитино Rakitino
  - Rothöfen (1938–1946): Дружное Druschnoje
  - Rucken, Kreis Pillkallen: Острогожское Ostrogoschskoje
  - Rudau, Kreis Fischhausen/Samland: Мельниково Melnikowo
  - Ruddecken: Рудаково Rudakowo
  - Rudne: Волково Wolkowo
  - Rüdlauken: Дружное Druschnoje
  - Rüttelsdorf (1938–1946): Мошенское Moschenskoje
  - Runden (1938–1946): Новосльцево Nowoselzewo

### S
- - Saalau: Каменское Kamenskoje
  - Sacherau: Морозовка Morosowka
  - Sadweitschen: Первомайское Perwomaiskoje
  - Sakalehnen: Воротыновка Worotynowka
  - Salzburgerhütte (1938–1946): Бережки Bereschki
  - Samland: Самбиа Sambia
  - Sammelhofen (1938–1946): Тимофеево Timofejewo
  - Samonienen (bei Tollmingkehmen) Докучаево Dokutschajewo
  - Sandeck (1938–1946): Шишково Schischkowo (nicht mehr existent)
  - Sandfelde (1938–1946): Новоколхозное Nowokolchosnoje
  - Sandfluß: Пригородное Prigorodnoje
  - Sanditten: Лунино Lunino
  - Sandkirchen (1938–1946): Тимофеево Timofejewo
  - Sandlauken, Kreis Königsberg/Samland: Дорожный Doroschny
  - Sandlauken, Kreis Tilsit-Ragnit: Новоколхозное Nowokolchosnoje
  - Sankt Lorenz: Сальское Salskoje
  - Sarkau: Лесной Lesnoi
  - Sauckenhof (1938–1946): Лужки Luschki
  - Saugehnen (1938–1946): Щеглы Schtschegly
  - Saugwethen: Щеглы Schtschegly
  - Sausen (1938–1946): Козловка Koslowka
  - Sauskeppen: Козловка Koslowka
  - Sausreppen (1938–1946): Чистополье Tschistopolje
  - Saussienen: Приволное Priwolnoje
  - Schaberau: Истровка Istrowka
  - Schackeln, Kreis Goldap: Мичуринское Mitschurinskoje
  - Schackeln, Kreis Pillkallen: Шанино Schanino (heute nicht mehr existent)
  - Schaaksvitte: Каширское Kaschirskoje
  - Schacken: Липовка Lipowka
  - Schackenau (1938–1946): Липовка Lipowka
  - Schakendorf (1938–1946): Левобережное Lewobereschnoje
  - Schakenhof: Тростники Trostniki
  - Schakuhnen: Левобережное Lewobereschnoje
  - Schalau (1938–1946): Дубки Dubki
  - Schalben: Орехово Orechowo
  - Schallgirren: Садовое Sadowoje
  - Schaltinnen: Новославкино Nowoslawkino
  - Schaltischledimmen: Новосельское Nowoselskoje
  - Schameitkehmen (Szameitkehmen), Kreis Insterburg: Шоссейное Schosseinoje
  - Schameitkehmen (Szameitkehmen), Kreis Pillkallen (Schloßberg): Болотниково Bolotnikowo
  - Schameitkehmen (Szameitkehmen), Kreis Stallupönen (Ebenrode): (nicht mehr existent)
  - Schameitkehmen, Kreis Tilsit-Ragnit: Киселёво Kisseljowo (nicht mehr existent)
  - Schameitschen (Szameitschen), Kirchspiel Darkehmen, Kreis Darkehmen (Angerapp): Конево (Konewo)
  - Schameitschen (Szameitschen), Kirchspiel Trempen, Kreis Darkehmen (Angerapp): (nicht mehr existent)
  - Schameitschen (Szameitschen), Kirchspiel Wilhelmsberg, Kreis Darkehmen (Angerapp): Солнечное Solnetschnoje
  - Schameitschen (Szameitschen), Kreis Gumbinnen: (nicht mehr existent)
  - Schanwitz: Козловка Koslowka (bis 2008: Козлово Koslowo)
  - Schanzenort (1938–1946): Пугачево Pugatschowo
  - Schardehlen (1936–1938): Жарово Scharowo
  - Scharden (1938–1946): Жарово Scharowo
  - Schardeningken (Szardeningken): Гавриловка Gawrilowka
  - Schardingen (Schardeningken) (1938–1946): Гавриловка Gawrilowka
  - Schargillen: Богатово Bogatowo
  - Schaudienen: Виноградное Winogradnoje
  - Schaumburgsfelde: Ставропольское Stawropolskoje
  - Scheeben (Szeeben): Петровка Petrowka
  - Schelden (1938–1946): Сосновка Sosnowka
  - Scheldkehmen: Сосновка Sosnowka
  - Schelecken: Шолохово Scholochowo
  - Schellendorf (1938–1946): [nicht mehr existent]
  - Schenkendorf: Грушевка Gruschewka (nicht mehr existent)
  - Schenkenhagen (1938–1946): Боровиково Borowikowo
  - Scherrewischken: Малое Путятино Maloje Putjatino
  - Schestocken: Шиповниково Schipownikowo
  - Schettnienen: Щукино Schtschukino
  - Scheunenort (1938–1946): Пеньки Penki
  - Schidlack (Szidlack): Белабино Belabino
  - Schiedelau (1938–1946): Белабино Belabino
  - Schieden: wohl Мирный Mirny
  - Schierandschen (1936–1938): Воротыновка Worotynowka
  - Schierheide (1938–1946): Воротыновка Worotynowka
  - Schiewenau: Борское Borskoje
  - Schillehlen: Шишково Schischkowo
  - Schillehnen, Kreis Pillkallen (Schloßberg): Победино Pobedino
  - Schillehnen, Kreis Ragnit (Tilsit-Ragnit): Пограничный Pogranitschny
  - Schillen (Szillen), Kreis Stallupönen (Ebenrode): (nicht mehr existent)
  - Schillen (Szillen), Kreis Tilsit: Жилино Schilino
  - Schillenberg: Лукьяново Lukjanowo (nicht mehr existent)
  - Schilleningken, Kreis Gumbinnen: Холмы Cholmy (nicht mehr existent)
  - Schilleningken (Kirchspiel Lasdehnen), Kreis Pillkallen: Хлебниково Chlebnikowo
  - Schilleningken (Kirchspiel Schirwindt), Kreis Pillkallen: Самарское [Samarskoje] (nicht mehr existent)
  - Schilleningken, Kreis Stallupönen: Высокое Wyssokoje
  - Schilleningken, Kreis Tilsit-Ragnit: Залесье Salesje (nicht mehr existent)
  - Schillfelde (1938–1946): Победино Pobedino
  - Schillkojen: Шепетовка Schepetowka
  - Schinkuhnen: Боровиково Borowikowo
  - Schirgupönen: Дальнее Dalneje (nicht mehr existent)
  - Schirrau: Дальнее Dalneje
  - Schirten: Потёмкино Potjomkino
  - Schirwindt: Кутузово Kutusowo
  - Schlaugen: Торфяное Torfjanoje
  - Schlauthienen: Чапаево Tschapajewo
  - Schlawitten: Фурманово Furmanowo
  - Schleifenau (1938–1946): Капустино Kapustino
  - Schlepecken: Овражье Owraschje
  - Schleuduhnen: Марьино Marjino
  - Schlicken (1938–1946): Шолохово Scholochowo
  - Schloditten: Загородное Sagorodnoje
  - Schloßbach: Невское Newskoje
  - Schloßberg, Kreis Insterburg: Бочаги Botschagi
  - Schloßberg, Kreis Schloßberg (1938–1945): Добровольск Dobrowolsk
  - Schmerkstein: Волӿское Wolschskoje
  - Schmiedehnen: Киевское Kijewskoje
  - Schmilgienen: Каштаново Kaschtanowo
  - Schmoditten: Рябиновка Rjabinowka
  - Schnakeinen: Побережье Pobereschje
  - Schnecken: Майское Maiskoje
  - Schnecken (Fluss): Улитка Ulitka
  - Schneckenwalde (1938–1946): Сосняки Sosnjaki
  - Schneewalde: Ладушкин Laduschkin
  - Schölen: Ветрово Wetrowo
  - Schönbaum: Берёзово Berjosowo
  - Schönbruch: Сирокое Schirokoje
  - Schönbusch: Димитрово Dimitrowo
  - Schönefeld: Праслово Praslowo
  - Schönfließ, Kreis Königsberg/Stadt Königsberg: Комсомольское Komsomolskoje
  - Schönheide (1934–1946): Дмитриевка Dmitrijewka
  - Schönlinde: Линёво Linjowo
  - Schönmohr: Партизаңское Partisanskoje
  - Schönrade, Kreis Heiligenbeil (nicht mehr existent)
  - Schönrade, Kreis Wehlau: Щербинино Schtscherbinino
  - Schöntritten, Kreis Friedland/Bartenstein: Красное Krasnoje
  - Schönwalde, Kreis Friedland/Bartenstein: Рассвет Rasswet
  - Schönwalde, Kreis Königsberg/Samland: Ярославское Jaroslawskoje
  - Schönwalde, Kreis Labiau: Берёзовка Berjosowka
  - Schönwiese, Kreis Insterburg: Поддубное Poddubnoje
  - Schöppenfelde (1938–1946): Колхозное Kolchosnoje
  - Schreitlacken: Моршанское Morschanskoje
  - Schrombehnen: Московское Moskowskoje
  - Schroten (1938–1946): Забродино Sabrodino
  - Schröterlauken: Подгоровка Podgorowka
  - Schrötersheim (1938–1946): Подгоровка Podgorowka
  - Schützenort (1938–1946): Пригородное Prigorodnoje
  - Schugsten: Берёзовка Berjosowka
  - Schugsten (1938–1946): Шатрово Schatrowo
  - Schulkeim: Алтайское Altaiskoje
  - Schulstein, Gut: Вольное Wolnoje
  - Schultitten: Стрельня Strelnja
  - Schulzenhof (1938–1946): Зеленцово Selenzowo
  - Schulzenwalde (1938–1946): Дубрава Dubrawa
  - Schunwillen: Фадеево Fadejewo
  - Schupöhnen: Шумное Schumnoje
  - Schuppenau (1938–1946): Ветрово Wetrowo
  - Schuppinnen, Ksp. Ragnit: Жарово Scharowo, jetzt: Ветрово Wetrowo
  - Schuskehmen (Szuskehmen): Жучково Schutschkowo
  - Schwägerau: Заовражное Saowraschnoje
  - Schwalbental (1938–1945): Володаровка Wolodarowka
  - Schwanis: Сосновка Sosnowka
  - Schwarzenau (1938–1946): Дворики Dworiki nicht mehr existent
  - Schweizersfelde (1938–1946): Ломово Lomowo
  - Schwellienen: Солдатское Soldatskoje
  - Schwengels: Донское Donskoje
  - Schwentischken: Пугачево Pugatschowo
  - Schwerfelde (1938–1945): Знаменское Snamenskoje
  - Schwichowshof (1938–1946): Хуторское Chutorskoje
  - Schwirblienen: Бобры Bobry
  - Schwirgallen: Заводское Sawodskoje
  - Schwirgsden: Шматовка Schmatowka
  - Schwirgslauken: Заречье Saretschje
  - Schwönau: Перевалово Perewalowo
  - Sechshuben, Kreis Gerdauen: Малодворки Malodworki
  - Sechshuben, Kreis Wehlau: (nicht mehr existent)
  - Seckenburg: Заповедное Sapowednoje
  - Seebad Rosehnen (1938–1946): Прибой Priboi
  - Seeben: Грушевка Gruschewka, seit 1997 Подгорное Podgornoje
  - Seeberg: Малое Кузнецово Maloje Kusnezowo
  - Seekampen: Панфилово Panfilowo (nicht mehr existent)
  - Seepothen: Голубево Golubewo
  - Seerappen: Люблино Ljublino
  - Seewalde: Островское Ostrowskoje
  - Sehmen: Солдатово Soldatowo
  - Seikwethen: Зайцево Saizweo
  - Seilhofen (1938–1946): Покровское Pokrowskoje
  - Seith: Журавлёвка Schurawljowka
  - Seligenfeld: Дальнее Dalneje
  - Sellwethen: Егорьевское Jegorjewskoje
  - Sergitten, Kreis Fischhausen/Samland: Серёжкино Serjoschkino (nicht mehr existent)
  - Sergitten, Kreis Labiau: Мордодское Mordowskoje
  - Serpallen: Каштановка Kaschtanowka (nicht mehr existent)
  - Seßlacken: Придорожное Pridoroschnoje
  - Sielkeim: Весёловка Wessjolowka
  - Siemohnen: Сиреневка Sirenjewka
  - Sillenfelde (1938–1946): Шишково Schischkowo
  - Sittenfelde (1938–1946): Ударное Udarnoje (nicht mehr existent)
  - Skambracken: Артёмовка Artjomowka
  - Skarupnen: Новохатка Nowochatka
  - Sköpen: Мостовое Mostowoje
  - Skören: Городково Gorodkowo
  - Skrusdienen: Марксово Marksowo
  - Skungirren: Пеньки Penki
  - Smaledumen: Пески Peski
  - Sobrost: Зареченское Saretschenskoje
  - Sodargen: Третьяково Tretjakowo
  - Sodehnen, Kreis Darkehmen (Angerapp): Красноярское Krasnojarskoje
  - Sodehnen, Kreis Gumbinnen: Зерновое Sernowoje [nicht mehr existent]
  - Sollau: Красноармейское Krasnoarmeiskoje
  - Sollecken: Косатухино Kossatuchino (bis 1992: Нижнее Nischneje)
  - Sollnicken: Медовое Medowoje
  - Sommerau: Загорское Sagorskoje
  - Sommerfeld: Грушевка Gruschewka
  - Sommerkrug (1938–1946): Раздольное Rasdolnoje
  - Sommerswalde (1938–1946): Мичурино Mitschurino
  - Sonnenberg: Павлово Pawlowo
  - Sonnigkeim: Сазановка Sasanowka
  - Sophienberg, Kreis Gerdauen: Дятлово Djatlowo
  - Sophienberg, Kreis Preußisch Eylau: Северянка Sewerjanka
  - Sorgenau: Покровское Pokrowskoje
  - Sossehnen: Берёзовка Berjosowka
  - Spandienen: Суворово Suworowo
  - Spannegeln: Дубровка Dubrowka
  - Speichersdorf: Южный Juschny
  - Sperlings, Kreis Königsberg/Samland: Краснополье Krasnopolje (Kaliningrad, Gurjewsk)
  - Spitzings: Малинники Malinniki
  - Sprakten: Малиновка Malinowka
  - Sprindlack: Григорьевка Grigorjewka
  - Springen: Таманское Tamanskoje
  - Sprittlauken: Горохово Gorochowo
  - Spucken: Яснополянка Jasnopoljanka
  - Spullen: Февральское Fewralskoje
  - Staatshausen, Kreis Insterburg (1928–1947): Подгорное Podgornoje
  - Stablack: Долгоруково Dolgorukowo
  - Stablacken (Ksp. Pelleningken), Kreis Insterburg: Приозёрное Priosjornoje
  - Stablacken (Ksp. Puschdorf), Kreis Insterburg: Ушаково Uschakowo
  - Stadtfelde (1938–1946): Петровское Petrowskoje
  - Stallupönen (Ebenrode 1938–1946): Нестеров Nesterow
  - Stampelken: Осиновка Ossinowka
  - Stangau: Малиновка Malinowka
  - Stannaitschen: Фурманово Furmanowo
  - Stantau: Митино Mitino
  - Stapornen: Веткино Wetkino
  - Starkenberg: Красный Бор Krasny Bor
  - Starkenicken (1938–1946): Совхозное Sowchosnoje
  - Steinacker (1938–1946): Ударное Udarnoje
  - Steinau: Каменка Kamenka
  - Steinbeck: Рыбное Rybnoje
  - Steindorf, Kreis Heiligenbeil: Покровское Pokrowskoje
  - Steindorf, Kreis Labiau: Марксово Marksowo
  - Steinfeld: Трудовой Trudowoi
  - Steingrenz: Марксово Marksowo
  - Steinhof, Kreis Preußisch Eylau: Волӿское Wolschskoje
  - Steinkirch (1938–1946): Заболотное Sabolotnoje
  - Steinrode (1938–1946): Марксово Marksowo
  - Steinsee (1938–1946): Садовое Sadowoje
  - Steinsruh (1938–1946): Очаково Otschakowo
  - Stenken: Липовка Lipowka
  - Sterkeninken: Совхозное Sowchosnoje
  - Stobecken: Мушкино Muschkino
  - Stobingen, Kreis Insterburg: Гусевка Gussewka (nicht mehr existent)
  - Stobingen, Kreis Niederung/Elchniederung: Придорошное Pridoroschnoje (nicht mehr existent)
  - Stobingen, Kreis Wehlau: Ливны Liwny
  - Stobricken: Костино Kostino
  - Stockheim: Зайцево Saizewo
  - Stocktienen, Kreis Friedland/Bartenstein: (kein russischer Name bekannt)
  - Stonupönen: Шатково Schatkowo
  - Storchnest, Kreis Preußisch Eylau: Широкое Schirokoje
  - Storkeim: Громово Gromowo
  - Streulage (1938–1946): Лужки Luschki
  - Strigengrund (1938–1946): Загорское Sagorskoje
  - Strobehnen: Широкое Schirokoje
  - Strobjehnen: Куликово Kulikowo
  - Ströpken: Ушаково Uschakowo
  - Stroppau (1938–1946): Отрадное Otradnoje
  - Strunzhof (1938–1946): Победино Pobedino
  - Strunzlaugken: Победино Pobedino
  - Struwe: Победа Pobeda
  - Stucken (1938–1946): Яснополянка Jasnopoljanka
  - Stukatschen: Восточное Wostotschnoje
  - Stumbern, Kreis Goldap: Камаричи Kamaritschi
  - Stumbern, Kreis Pillkallen: (nicht mehr existent)
  - Sturmen: Папоротное Papotornoje
  - Sudnicken: Пирогово Pirogowo
  - Supplitten: Подлесье Podlessje
  - Swine (Fluss): Путиловка Putilowka
  - Swirgallen: Заводское Sawodskoje
  - Syndau: Водное Wodnoje
  - Szacken: Липовка Lipowka
  - Szallgirren: Садовое Sadowoje
  - Szameitkehmen/Schameitkehmen, Kreis Insterburg: Шоссейное Schosseinoje
  - Szameitkehmen/Schameitkehmen, Kreis Pillkallen/Schloßberg: Болотниково Bolotnikowo
  - Szardehlen: Жарово Scharowo
  - Szargillen: Богатово Bogatowo
  - Szeldkehmen: Сосновка Sosnowka
  - Szieden/Schieden: wohl Мирный Mirny
  - Szierandszen: Воротыновка Worotynowka
  - Szillenberg: Лукьяново Lukjanowo (nicht mehr existent)
  - Szinkuhnen: Боровиково Borowikowo
  - Szirgupönen: Дальнее Dalneje (nicht mehr existent)

### T
- - Talskeim: Пчёлино Ptscholino
  - Tammau (1938–1946): Тимофеевка Timofejewka
  - Tammowischken: Тимофеевка Timofejewka
  - Tapiau: Гвардейск Gwardeisk
  - Tannenrode: Жигулёво Schiguljowo
  - Tannenwalde, Kreis Fischhausen: Чкаловск Tschkalowsk (= Stadtteil von Kaliningrad)
  - Tannenwalde, Kreis Pillkallen (Schloßberg): (nicht mehr existent)
  - Tannsee (1935–1946) Еловое Jelowoje
  - Taplacken: Талпаки Talpaki
  - Tarpen (1938–1946): Брянское (Brjanskoje) (nicht mehr existent)
  - Tarpupönen, Kreis Insterburg: (nicht mehr existent)
  - (Klein) Tarpupönen, Kreis Stallupönen (Ebenrode): Раздольное (Rasdolnoje)
  - Tarputschen, Kirchspiel Ballethen, Kreis Darkehmen (Angerapp): Новоселье (Nowoselje) (nicht mehr existent)
  - Tarputschen, Kirchspiel Trempen, Kreis Darkehmen (Angerapp): Лужки (Luschki)
  - Tarputschen, Kreis Insterburg: Брянское (Brjanskoje) (nicht mehr existent)
  - Tatarren: Тихомировка Tichomirowka
  - Tautschillen: Боровичи Borowitschi
  - Tawell: Плодовое Plodowoje
  - Tenkieten: Лётное Ljotnoje
  - Tenkitten: Береговое Beregowoje
  - Tenknitten, Kreis Preußisch Eylau: Муромское Muromskoje
  - Tewellen (1938–1946): Разлив Rasliw
  - Tharau: Владимирово Wladimirowo
  - Tharaunenkrug: Заозёрье Saosjorje
  - Theut: Бригадное Brigadnoje
  - Thiemsdorf, Kreis Königsberg/Samland: Правдино Prawdino
  - Thiemsdorf, Kreis Labiau: Азовское Asowskoje
  - Thierenberg: Дунаевка Dunajewka (nicht mehr existent)
  - Thomsdorf, Kreis Heiligenbeil: (nicht mehr existent)
  - Thomsdorf, Kreis Preußisch Eylau: Соинечное Solnetschnoje
  - Tiedtken: Корчагино Kortschagino
  - Tiefenort (1938–1946): Ручейки Rutscheiki
  - Tiefenthal: Высокое Wyssokoje
  - Tilschenehlen (1936–1938): Жданки Schdanki
  - Tilsen (1938–1946): Кошелево Koschelewo
  - Tilsenau (1938–1946): Гудково Gudkowo
  - Tilsental (1938–1946): Покровское Pokrowskoje
  - Tilsit: Советск Sowjetsk
  - Tilszenehlen: Жданки Schdanki
  - Tischken (1938–1946): Подгорное Podgornoje
  - Titschken: Подгорное Podgornoje
  - Tölteninken: Ростовское Rostowskoje
  - Tolklauken: Калиново Kalinowo
  - Tollkeim: Берёзовка Berjosowka
  - Tollmingen (1938–1946) (Tollmingkehmen bis 1938): Чистые Пруды Tschistyje Prudy
  - Tollmingkehmen: Чистые Пруды Tschistyje Prudy
  - Trakehnen: Дивное Diwnoje
  - (Gut/Groß) Trakehnen: Ясная Поляна Jasnaja Poljana
  - Tramischen: Раздольное Rasdolnoje
  - Trammen (1938–1946): Раздольное Rasdolnoje
  - Tranßau: Озерово Oserowo
  - Trappen (1938–1946): Неманское Nemanskoje
  - Trappönen: Нөманское Nemanskoje
  - (Gut) Trausen: Липняки Lipnjaki
  - (Forsthaus) Trausen: Айвазовское Aiwasowskoje
  - Trempen: Новостроево Nowostrojewo
  - Trentitten: Зайцево Saizewo
  - Triaken (Kirchspiel Berschkallen): Качалово Katschalowo
  - Triaken (Kirchspiel Jodlauken): Знаменское Snamenskoje
  - Trimmau: Новое Nowoje
  - Trinkheim: Высокое Wyssokoje
  - Trömpau: Лазовское Lasowskoje
  - Tropitten: Кумачёво Kumatschowo
  - Trutenau: Медведевка Medwedewka
  - Tublauken: Ломово Lomowo
  - Tulpeningen (1938–1946): Заречное Saretschnoje
  - Tulpeningken: Заречное Saretschnoje
  - Tunnischken: Сосняки Sosnjaki
  - Tuschainen: Tschapajewo (nicht mehr existent)
  - Tuszainen: Tschapajewo (nicht mehr existent)
  - Tutschen: Ватутино Watutino
  - Tykrigehnen: Медовое Medowoje

### U
- - Uderballen: Извилино Iswilino
  - Uderhöhe (1938–1946): Демидово Demidowo
  - Uderwangen: Чехово Tschechowo
  - Uggehnen: Матросово Matrossowo
  - Uhlenhorst (1938–1946): Липки Lipki
  - Ullrichsdorf (1938–1946): Шувалово Schuwalowo
  - Ulmental (1938–1946): Зайцево Saizewo
  - Unruh: Керченское Kertschenskoje
  - Unter Alkehnen: Морозовка Morosowka
  - Unter Ecker: Поречье Poretschje
  - Unter Eißeln: Большое Село Bolschoje Selo
  - Untereißeln (1938–1946): Большое Село Bolschoje Selo
  - Urblaugken: Весново Wesnowo
  - Urlau (1938–1946): Весново Wesnowo
  - Uszballen (Uschballen), Kreis Gumbinnen: Лощинка Loschtschinka
  - Uszballen (Uschballen), Kreis Insterburg: Осиновка Ossinowka
  - Uszbördszen (Uschbördschen), 1938–1946 Karpfenwinkel: Острогожское Ostrogoschskoje
  - Uszelxnen (Uschelxnen), 1938–1946 Erlenbruch: Вишнёвое Wischnjowoje
  - Uszpiaunehlen (Uschpiaunehlen), 1938–1946 Fohlental: Новоуральск Nowouralsk
  - Uszpiaunen (Uschpiaunen), 1938–1946 Kiesdorf: Никитовка Nikitowka
  - Uszupönen (Uschupönen), Kreis Goldap: Булавино Bulawino (nicht mehr existent)
  - Uszupönen (Uschupönen), 1938–1946 Moorhof, Kreis Gumbinnen: Заречье Saretschje

### V
- - Viehof: Тыленино Tjulenino
  - Vierhöfen (1938–1946): Февральское Fewralskoje
  - Vierzighuben: Тамбовское Tambowskoje
  - Vogelsang, Kreis Preußisch Eylau: Краснознаменское Krasnosnamenskoje

### W
- - Wabbeln, Kreis Stallupönen/Ebenrode: Чапаево Tschapajewo
  - Wachsnicken: Курганы Kurgany
  - Wackern: Елановка Jelanowka
  - Waiwern: Покровское Pokrowskoje
  - Waldau: Низовье Nisowje
  - Waldburg, Kreis Elchniederung: Лесное Lesnoje (nicht mehr existent)
  - Waldburg, Kreis Gerdauen: Николаевка Nikolajewka
  - Waldeneck (1938–1946): Пелевино Pelewino
  - Waldhausen, Kreis Fischhausen/Samland: Пөрөлески Pereleski
  - Waldhausen, Kreis Insterburg(Gemeinde): Бережковское Bereschkowskoje
  - Waldhausen, Kreis Insterburg (Gutsbezirk): Пастухово Pastuchowo
  - Waldhausen, Kreis Labiau: (nicht mehr existent)
  - Waldhöfen: Константиновка Konstantinowka (bis 1993: Uljanowo)
  - Waldhöhe: Новостроево Nowostrojewo
  - Waldhufen (1936–1946): Папоротное Paporotnoje
  - Waldkeim: Вальки Walki
  - Waldkerme (1938–1950): Казачье Kasatschje
  - Waldkrug, Stadtkreis Tilsit: Сосновое Sosnowoje
  - Waldkrug, Kreis Tilsit-Ragnit: (nicht mehr existent)
  - Waldlinden: Острогожское Ostrogoschskoje
  - Walkenau (1938–1946): Шоссейное Schosseinoje
  - Wallehlischken: Михайлово Michailowo
  - Walterkehmen: Ольховатка Olchowatka
  - Wandlacken: Зверево Swerewo
  - Wanghusen: Грибоедово Gribojedowo
  - Wangitt: Рыбачье Rybatschje
  - Wangnick, Kreis Friedland/Bartenstein: (nicht mehr existent)
  - Wangnicken, Kreis Fischhausen/Samland: Янтаровка Jantarowka
  - Wangnicken, Kreis Heiligenbeil: (nicht mehr existent)
  - Wangnicken, Gemeinde Palmburg, Kreis Königsberg/Samland: Заозёрье Saosjorje
  - Wangnicken, Gemeinde Waldburg, Kreis Königsberg/Samland: (nicht mehr existent)
  - Wangnicken, Kreis Preußisch Eylau: Лесной Lesnoi
  - Wargen: Котельниково Kotelnikowo
  - Wargenau: Малиновка Malinowka
  - Wargienen; Kreis Königsberg/Samland: Апрелевка Aprelewka
  - Wargienen, Kreis Wehlau: Великолукское Welikolukskoje
  - Wargitten: Октябрьское Oktjabrskoje
  - Warkallen, Kreis Goldap (nicht mehr existent)
  - Warkallen, Kreis Gumbinnen: Двинское Dwinskoje
  - Warnen, Kreis Goldap: Озерки Oserki
  - Warnen, Kreis Ragnit/Tilsit-Ragnit: Шмелёво Schmeljowo
  - Warnicken: Лесное Lesnoje
  - Warnie, 1928–1946 Warnien, Kreis Niederung/Elchniederung: (nicht mehr existent)
  - Warnien, Kreis Wehlau: Соболево Sobolewo
  - Warnigkeim: Раздолное Rasdolnoje
  - Warschken: Вершково Werschkowo
  - Wartenstein (1938–1946): (nicht mehr existent)
  - Warthen: Шоссейное Schosseinoje
  - Wartnicken, ab 1902: Watzum: Горьковское Gorkowskoje
  - Waschke: Звягинцево Swjaginzewo
  - Wassantkehmen: Весново Wesnowo
  - Wasserlacken (1938–1946): Весново Wesnowo
  - Wasserlauken: Весново Wesnowo
  - Watzum (bis 1902: Wartnicken): Горьковское Gorkowskoje
  - Wedereitischken: Тимофеево Timofejewo
  - Weedern, Kreis Darkehmen (Angerapp): Суворовка Suworowka
  - Weedern, Kreis Tilsit-Ragnit: (nicht mehr existent)
  - Wehlau: Знаменск Snamensk
  - Wellenhausen (1938–1946): (nicht mehr existent)
  - Weidehnen: Шатрово Schatrowo
  - Weidenau (1938–1946): Ленинское Leninskoje
  - Weidlacken: Ельники Jelniki
  - Weinoten: Октябрьское Oktjabrskoje
  - Weischkitten: Сокольники Sokolniki
  - Weißensee: Большие Горки Bolschije Gorki
  - Weißenstein: Марийское Marijskoje
  - Weitenruh (1938–1946): nicht mehr existent
  - Wenzbach (1938–1946): Вознесенское Wosnessenskoje
  - Wenzlowischken: Вознесенское Wosnessenskoje
  - Werfen (1938–1946): Вишнёвое Wischnjowoje
  - Wernsdorf: Подлесное Podlesnoje
  - Werschen: Вершины Werschiny
  - Wesselshöfen, Kreis Heiligenbeil: Пушкино Puschkino
  - Wesselshöfen, Kreis Königsberg/Samland: Василевское Wassiljewskoje
  - Weßlienen: Кунцево Kunzewo
  - Wetterau (1938–1946): Лосево Lossewo
  - Wickbold: Отважное Otwaschnoje
  - Wicken: Климовка Klimowka
  - Wickiau: Клинцовка Klinzowka
  - Widitten: Ижевское Ischewskoje
  - Wiecken (1938–1946): Багратионово Bagrationowo
  - Wiek (Fluss): Вика Wika
  - Wiekau: Колосовка Kolossowka (bis 2005: Chrustalnoje)
  - Wiepeningken: Подгорное Podgornoje
  - Wieszeiten/Wiescheiten: Московское Moskowskoje
  - Wietzheim (1938–1946): Боброво Bobrowo
  - Wikischken: Багратионово Bagrationowo
  - Wilditten: Анечкино Anetschkino
  - Wildnisrode (1938–1946): Весново Wesnowo
  - Wilhelminenhof, Kreis Wehlau: Нахимово Nachimowo
  - Wilhelmsberg (Dorf): Яблоновка Jablonowka
  - Wilhelmsberg (Gut): Славкино Slawkino
  - Wilhelmshöhe, Kreis Friedland/Bartenstein: Овражное Owraschnoje (nicht mehr existent)
  - Wilhelmsrode: Климовка Klimowka (nicht mehr existent)
  - Wilkendorfshof: Таманское Tamanskoje (nicht mehr existent)
  - Wilkoschen: Грушевка Gruschewka (nicht mehr existent)
  - Willdorf (1938–1946): Шолохово Scholochowo
  - Willgaiten: Колосовка Kolossowka
  - Willkeim: Новосельское Nowoselskoje
  - Willkinnen: Шолохово Scholochowo
  - Willuhnen: Измайлово Ismailowo (nicht mehr existent)
  - Wilmsdorf: Пугачёво Pugatschowo
  - Wilpen (1938–1946): Нагорное Nagornoje (nicht mehr existent)
  - Wilpischen, Kreis Gumbinnen: Каспийское Kaspijskoje
  - Wilpischen, Kreis Stallupönen: Нагорное Nagornoje (nicht mehr existent)
  - Wingern: Правдино Prawdino
  - Wingschnienen: Слободское Slobodskoje, jetzt: Маломожайское Malomoschaiskoje
  - Winterlinden (1938–1946): [nicht mehr existent]
  - Wirbeln, Kreis Insterburg: Жаворонково Schaworonkowo
  - Wirbeln, Kreis Stallupönen/Ebenrode: [nicht mehr existent]
  - Wischrodt: Крыловка Krylowka
  - Wisdehlen: Холмогорье Cholmogorje
  - Wisdehnen: Любимово Ljubimowo
  - Wiskiauten (Gräberfeld)
  - Wiskiauten (Dorf): Моховое (Mochowoje)
  - Wittenberg, Kreis Preußisch Eylau: Нивенское Niwenskoje
  - Wittenrode (1938–1946): Дальнее Dalneje
  - Wittern (1938–1946): Беломорское Belomorskoje (nicht mehr existent)
  - Wittgirren, Kreis Insterburg: Беломорское Belomorskoje (nicht mehr existent)
  - Wittgirren, Kreis Pillkallen: Жигулёво Schiguljowo (nicht mehr existent)
  - Wittigshöfen (1938–1946): Дубовая Роща Dubowaja Roschtscha
  - Wodehnen (1938–1946): Ветрово Wetrowo
  - Wogau: Лермонтово Lermontowo
  - Wohnsdorf: Курортное Kurortnoje
  - Woitekaten: Заречное Saretschnoje
  - Wolfsdorf, Kreis Königsberg/Samland: Красное Krasnoje
  - Wolfsdorf (Kreis Niederung)/Elchniederung: Сенцово Senzowo (nicht mehr existent)
  - Wolfseck (1938–1946): Грушевка Gruschewka [nicht mehr existent]
  - Wolfshöhe: Опушки Opuschki
  - Wolitta: Уткино Utkino
  - Wolittnick: Приморское Primorskoje Nowoje
  - Wolla: Вольное Wolnoje
  - Wollehlen: Вольное Wolnoje
  - Wolmen (Wolmen Mitte): Малиновка Malinowka
  - [Wolmen Ost]: Восточное Wostotschnoje [nicht mehr existent]
  - Wolmen West: Свободное Swobodnoje
  - Wommen: Дальнее Dalneje
  - Wonditten: Фурманово Furmanowo
  - Worellen: Новосельцево Nowoselzewo
  - Worienen, Kreis Königsberg/Samland: Песчаное Pestschanoje
  - Wosegau: Вишнёвое Wischnjowoje
  - Wöterkeim: Некрасово Nekrassowo
  - Woydehnen: Ветрово Wetrowo
  - Woydiethen: Листовое Listowoje
  - Woynothen: Шлюзное Schljusnoje
  - Woytnicken: Володино Wolodino (nicht mehr existent)
  - Wulfshöfen: Цветково Zwetkowo

### Z
- - Zanderlacken: Зверево Swerewo, jetzt: Бригадное Brigadnoje
  - Zargen: Истровка Istrowka
  - Zellmühle (1938–1946): Смирново Smirnowo
  - Ziegelhöfchen: Малахово Malachowo
  - Zielkeim: Петрово Petrowo
  - Zimmerbude: Светлый Swetly
  - Zinten: Корнево Kornewo
  - Zoden (1938–1946): Порхово Porchowo
  - Zodschen (Zodszen): Порхово Porchowo
  - Zohpen: Суворово Suworowo
  - Zwangshof Луговое Lugowoje
  - Zweilinden (1938–1946): Фурманово Furmanowo
  - Zwion: Доваторовка Dowatorowka

## Oblast SaratowundOblast Wolgograd
siehe Liste der deutschsprachigen Ortschaften in der Wolgarepublik

## Übriges Russland
Die folgenden Namen sind teils jahrhundertealte deutsche Exonyme russischer geografischer Bezeichnungen. Namen, die im heutigen deutschen Sprachgebrauch veraltet sind und keine Verwendung mehr finden, werden kursiv dargestellt.
- A
  - Asowsches Meer: Азовское море (Asowskoje more)

- F
  - Franz-Joseph-Land: Земля Франца Иосифа (Semlja Franza Iosifa)

- J
  - Jablonowy-Gebirge: Яблоновый хребет (Jablonowy Chrebet)

- K
  - Katharinenburg: Jekaterinburg
  - Kosakenstadt: Энгельс (Engels)

- M
  - Moskau: Москва (Moskwa)

- N
  - Naugard/Navgard: Новгород (Nowgorod)
  - Neu-Lettgallen: Пыталово (Pytalowo)

- P
  - Pleskau, Pleskow: Псков (Pskow)

- R
  - Russland: Россия (Rossija)

- S
  - Sankt Petersburg: Санкт-Петербург (Sankt Peterburg)

- U
  - Uralgebirge: Уральские горы (Uralskie gory)

- W
  - Werchojansker Gebirge: Верхоянский хребет (Werchojanski Chrebet)
  - Wiburg: Выборг (Wyborg)